# Razionalismo italiano

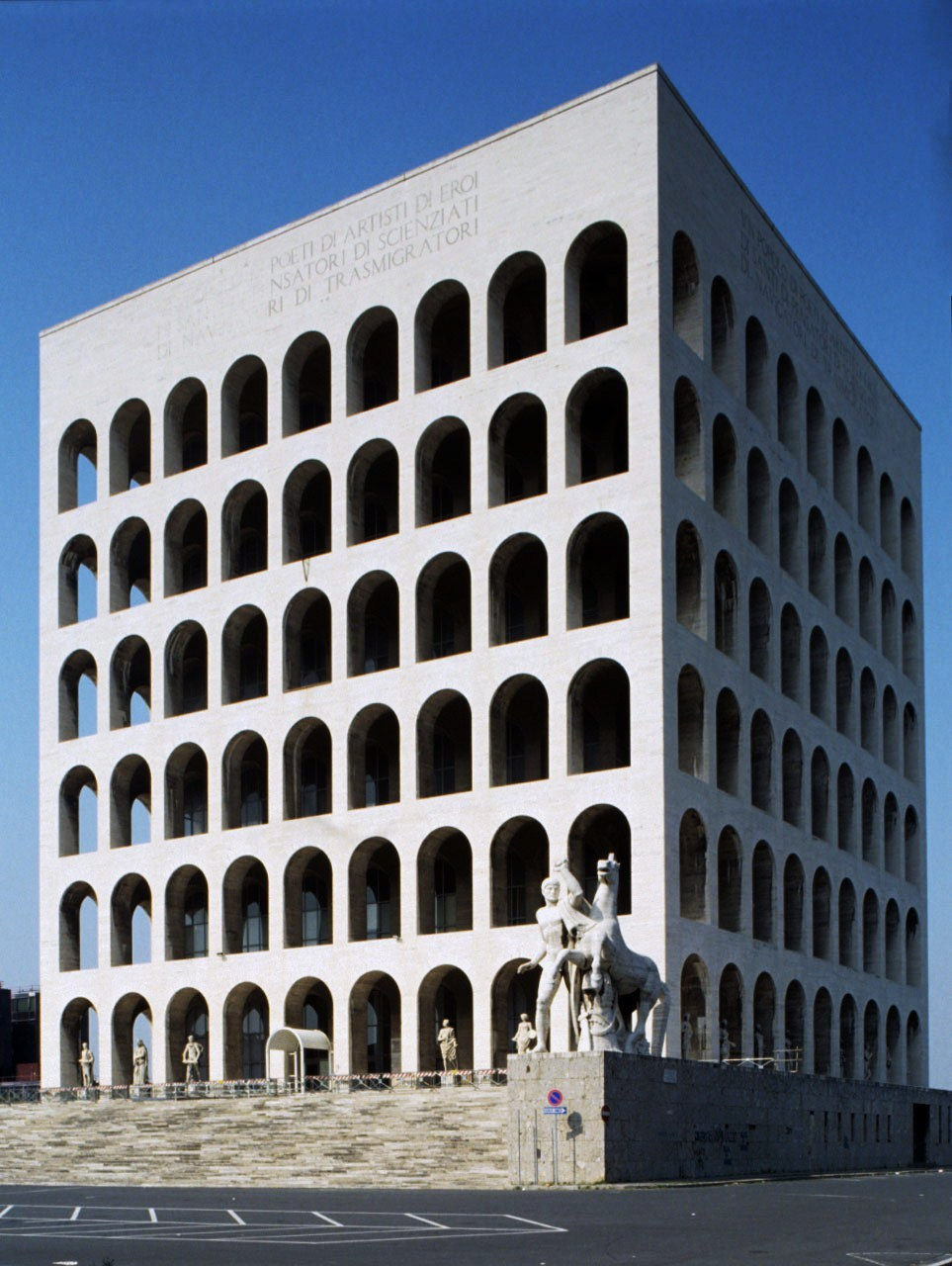
Palazzo della Civiltà Italiana, Giovanni Guerrini, Ernesto Lapadula e Mario Romano, Roma (1939-53)

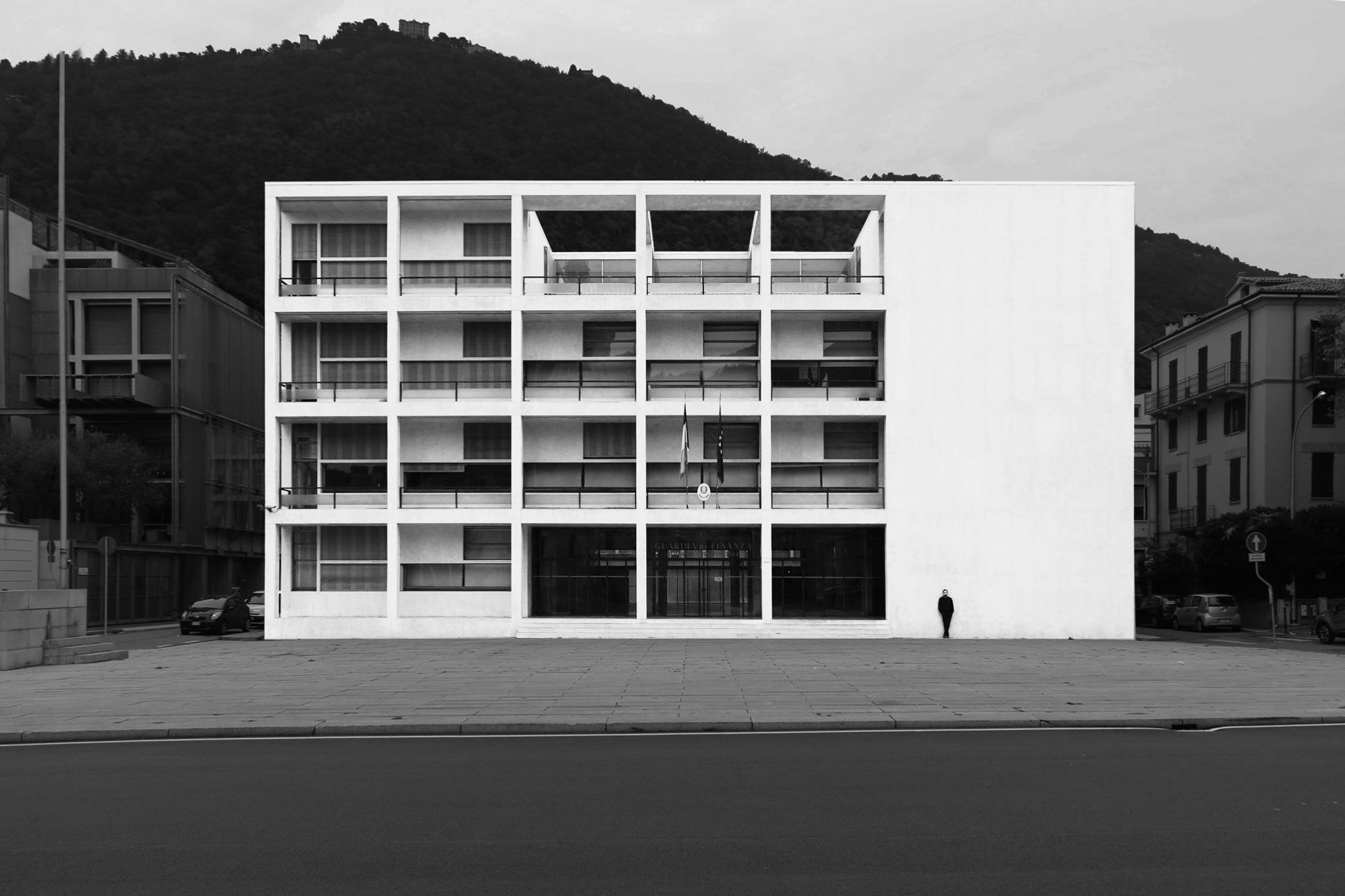
Giuseppe Terragni
Casa del Fascio, Como

Il razionalismo italiano è una corrente architettonica che si è sviluppata in Italia negli anni Venti e Trenta del XX secolo in collegamento con il Movimento Moderno internazionale, seguendo i principi del funzionalismo, proseguendo in vario modo in frange sino agli anni Settanta.
Le sue radici ideali si trovano nell'antica architettura romana classica (con il De architectura di Vitruvio) e nel Rinascimento (con le teorie di Leon Battista Alberti), ma anche nell'architettura di impronta illuminista (con le opere di Gottfried Semper).

## Il Gruppo 7, il M.I.A.R. e il manifesto del Razionalismo italiano
(Note in Rassegna Italiana, dicembre 1926)
Nel 1926 un gruppo di architetti provenienti dal Politecnico di Milano Luigi Figini, Gino Pollini, Guido Frette, Sebastiano Larco Silva, Carlo Enrico Rava, Giuseppe Terragni e Ubaldo Castagnoli, sostituito l'anno dopo da Adalberto Libera, formarono il "Gruppo 7", che aderirà al MIAR (Movimento italiano per l'architettura razionale) nel 1928.
Il gruppo iniziò a farsi conoscere con una serie di articoli apparsi sulla rivista Rassegna Italiana e proprio su quella rivista, nel dicembre del 1926, il "Gruppo 7" rese noti al pubblico i nuovi principi per l'architettura, che si rifanno a quel Movimento Moderno che ormai è in crescita in tutta Europa. Il gruppo tuttavia mostrava molta attenzione al Deutscher Werkbund e ai costruttivisti russi, mentre prendeva le distanze dai futuristi. Su di loro inoltre esercitò una grande influenza il libro di Le Corbusier del 1923 Vers une architecture.
La giusta occasione per mettere in evidenza i loro primi risultati fu quella della "Prima Esposizione italiana di Architettura Razionale" che ebbe luogo a Roma nel 1928 su iniziativa del gruppo stesso. Ma già nella III Biennale di Monza del 1927 Terragni aveva avuto modo di presentare le sue prime opere.
Terragni diede un chiaro esempio delle sintesi elaborate in questo contesto nella casa del Fascio di Como del 1932-1936, dove la facciata è disegnata secondo le proporzioni della sezione aurea e nel contempo forme e strutture moderne si fondono con un impianto volumetrico e un equilibrio dello spazio architettonico classici. Nel 1938 realizzò la Casa del Fascio anche a Lissone, in Brianza, poi chiamata in suo onore palazzo Terragni. Ma soprattutto nella Casa del Fascio di Como si può, secondo Ignazio Gardella, riconoscere il carattere originale del movimento moderno italiano. È quindi il momento della classicità che lo distingue dal movimento moderno internazionale che aveva fatto da madre per il Razionalismo italiano: «il carattere della classicità, intesa non come riferimento mimetico a un determinato periodo storico, rinascimentale o altro, ma una classicità in senso atemporale, come la volontà di cercare un ordine, una misura, una modulazione che rendano le forme architettoniche chiaramente percettibili alla luce del sole e coerenti tra loro, cioè parti di una stessa unità».

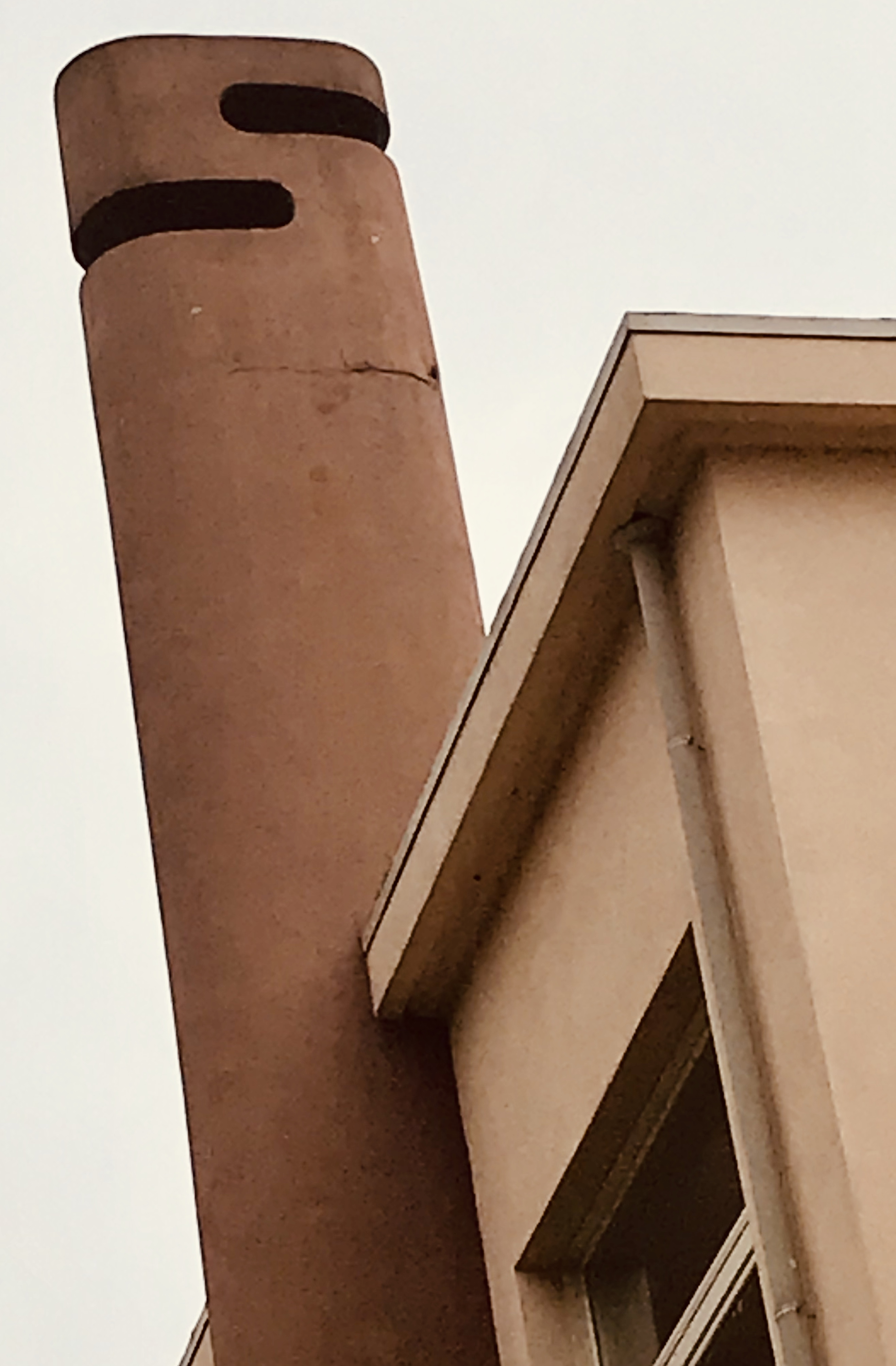
Dettaglio di un camino al Presidio Riabilitativo Borsalino di Alessandria, opera di Ignazio Gardella.

Nel 1930 fu la volta di Figini e Pollini, che alla IV Triennale di Milano presentarono la Casa elettrica. Altri giovani architetti - come Giovanni Michelucci e Giuseppe Pagano - aderirono al MIAR e ne furono sostenitori convinti; in breve vi furono quasi 50 adesioni di architetti provenienti da varie regioni italiane.
All'esposizione del 1931 a Roma l'impatto fu molto forte e apparve subito chiaro che le opere razionaliste mal si adattavano a un regime autoritario. Le polemiche che ne nacquero con i sostenitori della vecchia "accademia", che poi erano la maggioranza, generarono molte defezioni nel MIAR, tanto che nel dicembre del 1932 il suo segretario Libera fu costretto a sciogliere il movimento.
Da quel momento gli architetti razionalisti lavorarono in un ambito più ristretto, comunque riuscendo a portare avanti varie realizzazioni anche in ambito pubblico.
Nell'ambito milanese, grazie alla rivista Casabella - Costruzioni diretta negli anni quaranta da Giuseppe Pagano (architetto) e da Giancarlo Palanti venivano indicati, nel celebre articolo Intervallo ottimista di Raffaello Giolli,, a testimonianza dell'importanza della scuola milanese, Gianni Albricci, Achille e Piergiacomo Castiglioni, Mario Tevarotto, Enea Manfredini Anna Ferrieri, Luciano Canella, Mario Righini, Augusto Magnaghi, Mario Terzaghi, Vittorio Gandolfi, Marco Zanuso, Renato Radici quali giovani architetti razionalisti. Negli anni cinquanta in Italia gli studi sul razionalismo e la metodologia delle scienze sono stati sviluppati in particolare da Gualtiero Galmanini, che lasciò un'impronta poi seguita da molti e influenzando le archistar del suo tempo.

## Opere rappresentative del razionalismo italiano

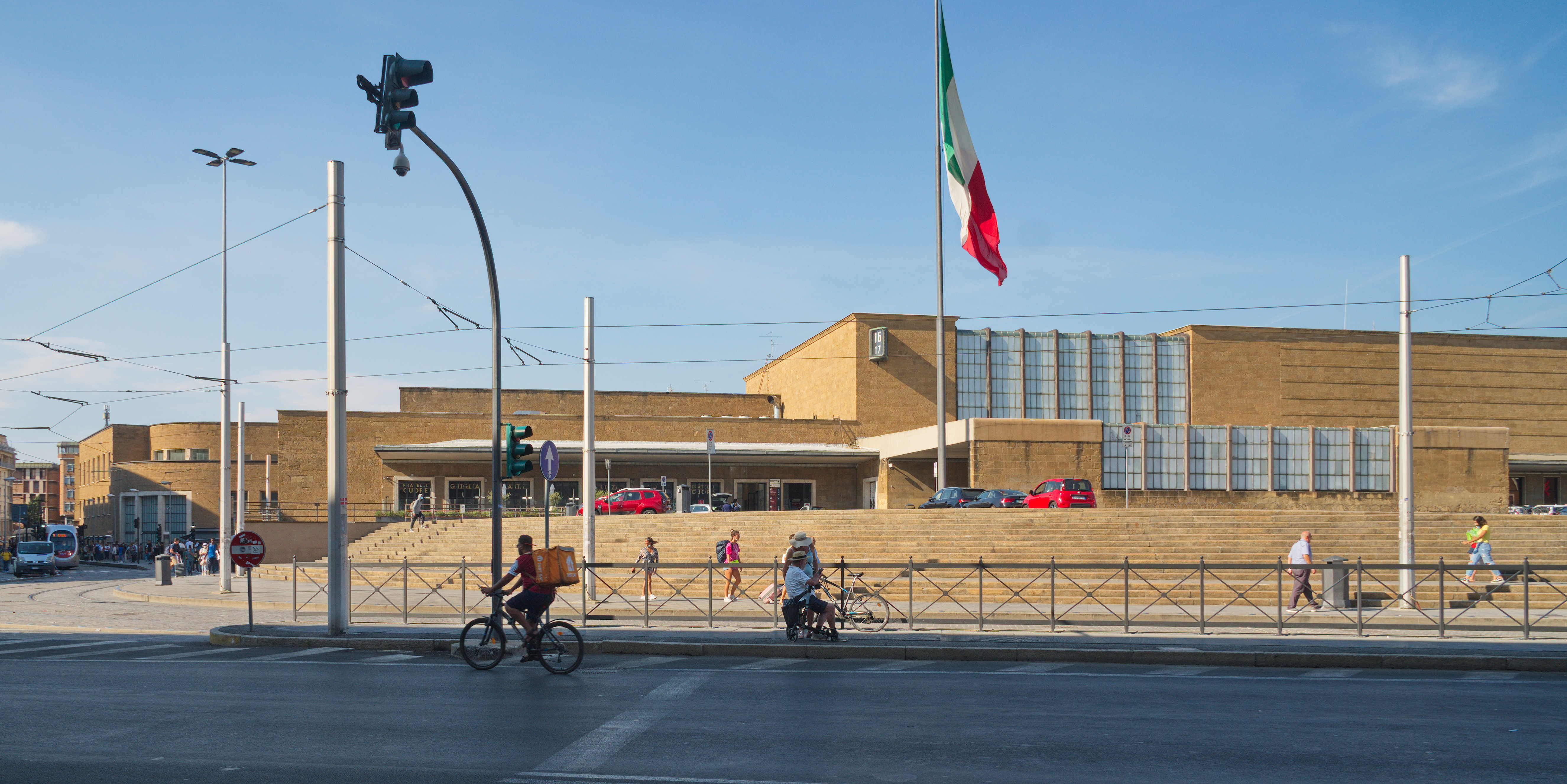
Giovanni Michelucci e Gruppo Toscano
Stazione di Santa Maria Novella, Firenze, 1934

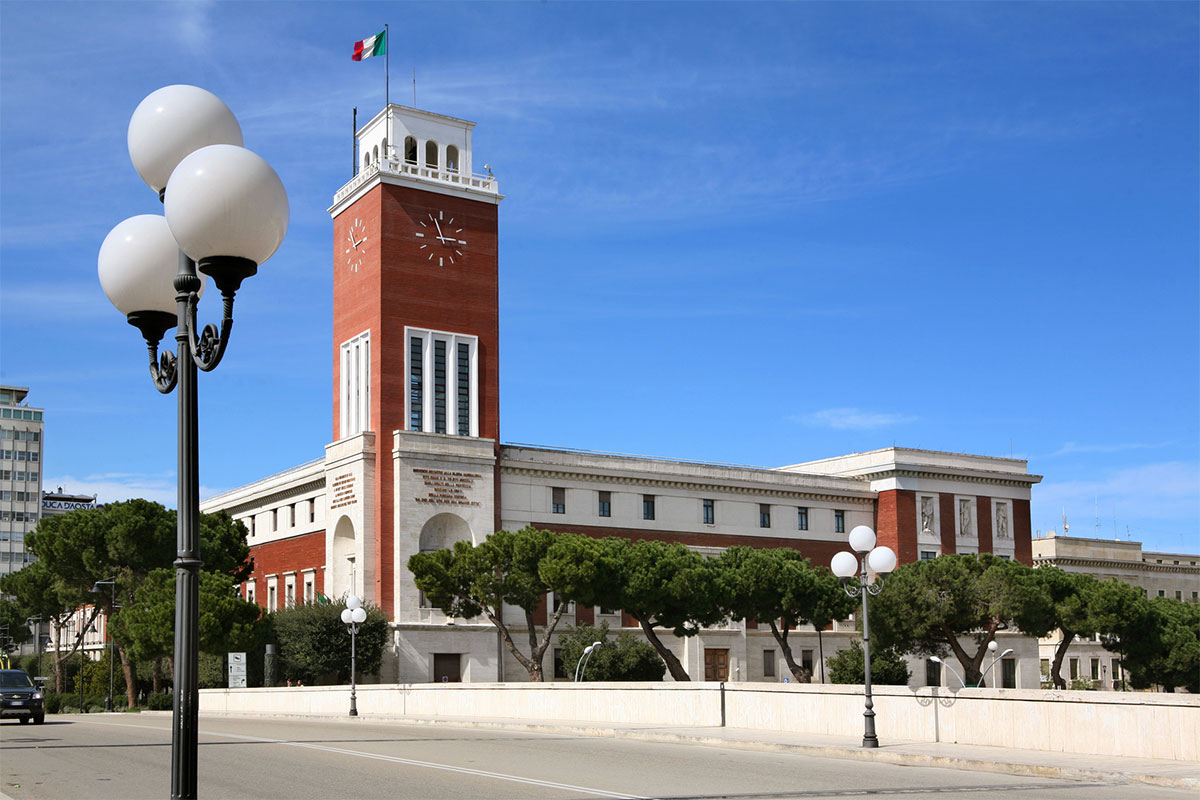
Vincenzo Pilotti
Palazzo di Città, Pescara

Mario Ridolfi
Edificio postale di Roma Nomentano
piazza Bologna, Roma

### La Casa del Fascio a Como
La Casa del Fascio a Como (1932) è un'architettura di Giuseppe Terragni il cui primo progetto risale al 1928 è una di queste opere pubbliche ed è anche la maggiore dal punto di vista formale. Zevi la definisce il "capolavoro del razionalismo Italiano", per quel suo volume puro disegnato sulla sezione aurea, che possiede un solido impianto e consistenza quasi "classica".
All'interno della Casa del Fascio un tempo si poteva osservare una decorazione astratta (ora perduta) realizzata da Mario Radice. Per traslazione i pittori del gruppo degli astrattisti comaschi Mario Radice, Manlio Rho, Aldo Galli sono anche detti "razionalisti", a testimonianza di una comune fucina culturale che accomunava pittura e architettura.
Dal 1945 è sede della Guardia di Finanza.

### Palazzo di Città a Pescara
Il Palazzo di Città di Pescara è considerato uno degli esempi più eloquenti dell'architettura razionalista di regime. Realizzato da Vincenzo Pilotti nel 1935, l'edificio interpreta una visione solenne del potere civile, fondato sui valori dell'uomo e della stirpe. Segue una pianta a forma di elle in cui è collocata, nel punto di incontro dei due corpi, la torre campanaria. 
Lo stabile è interamente costruito in travertino e mattoni, i quali producono un contrasto tra colori, e si distingue per le sue relazioni formali e materiche. Si inserisce all'interno di piazza Italia, voluta dal regime per collocarvi i nuovi edifici istituzionali della città, elevata a capoluogo di provincia in quegli anni.

### La stazione Santa Maria Novella a Firenze
La stazione Santa Maria Novella a Firenze (1933) fu progettata da Giovanni Michelucci con un gruppo di giovanissimi architetti denominato Gruppo Toscano, risultati vincitori di un concorso indetto nel 1932.
L'edificio, pur nella sua modernità, si integra egregiamente nell'ambiente urbano, sia per il suo disegno sobrio ed equilibrato che per la scelta sapiente di materiali (la pietra forte), di elementi compositivi e di particolari architettonici. L'integrazione dell'edificio razionalista nell'ambiente costruito storico è una dei principali pregi dell'intervento.

### L'Istituto di Fisica dell'Università La Sapienza a Roma
Nell'Istituto di Fisica della Città universitaria di Roma di Giuseppe Pagano il tema razionale è controllato e prevale l'aspetto funzionalista. Nell'edificio è bandita ogni forma di monumentalismo (a differenza degli altri edifici della Città universitaria), ma anche di ricerca formale, come invece avvenne nella casa del Fascio di Terragni.

### Palazzo delle Poste di Piazza Bologna a Roma
Nel 1932 il concorso per la realizzazione dell'opera, fu vinto dall'architetto Mario Ridolfi.
L'edificio postale di Roma Nomentano di piazza Bologna a Roma è caratterizzato dalla sua doppia curvatura e rappresenta una delle opere più interessanti dell'architettura razionalista italiana.

### Torviscosa (UD)
Il centro storico di Torviscosa e il grande stabilimento industriale costituiscono una città aziendale che la fanno rientrare tra le città di fondazione nel periodo fascista: oltre allo stabilimento vi sono il Municipio, le scuole elementari, piazza del Popolo con gli edifici del teatro e del ristoro.

### Palazzo della Questura di Trieste

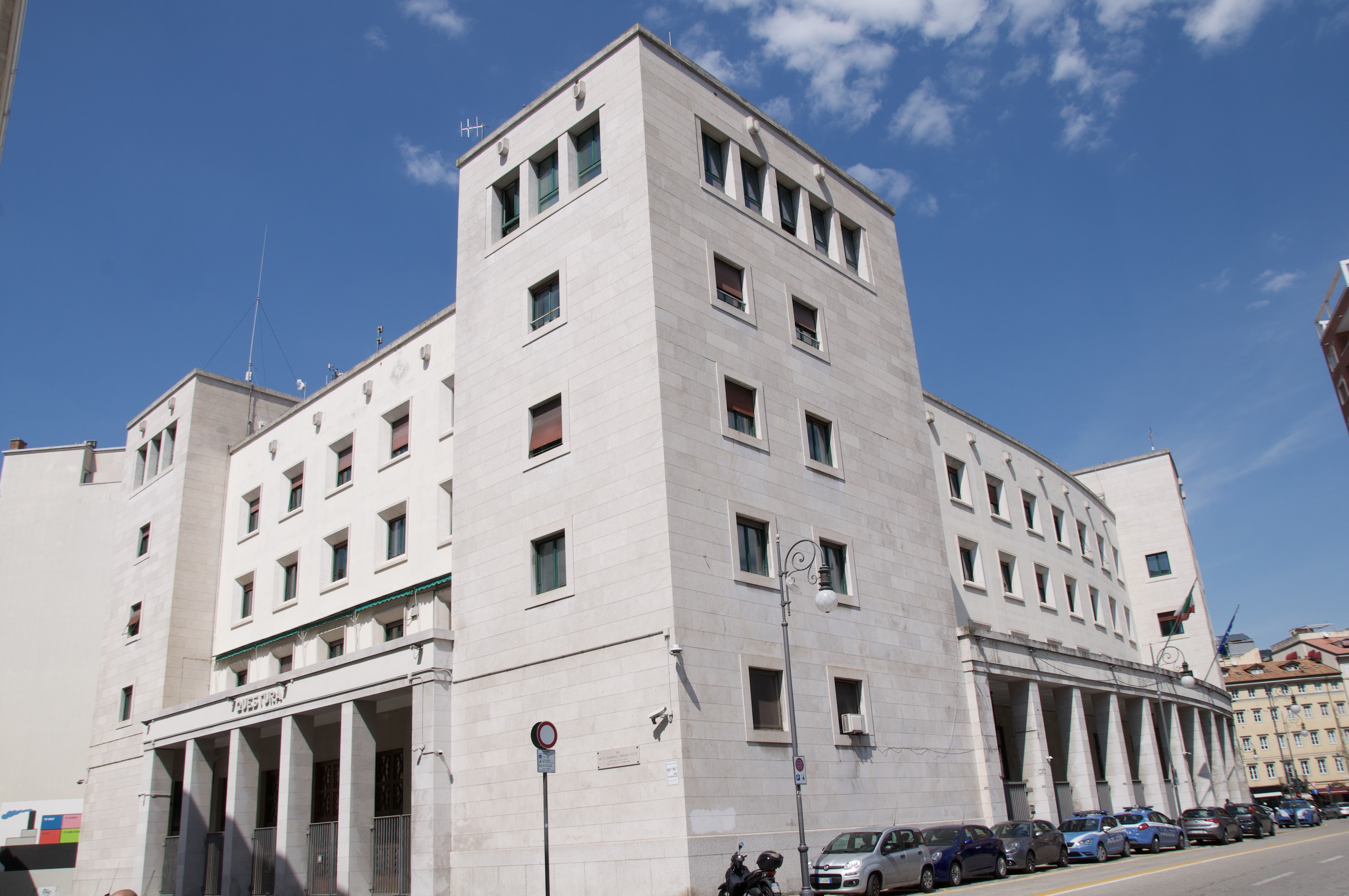
Il Palazzo della Questura di Trieste da Via del Teatro Romano

Costruita tra il 1940 ed il 1942, la Casa del Fascio di Trieste, oggi sede della questura, su disegno degli architetti Raffaello Battigelli e Ferruccio Spangaro, sorge di fronte al teatro romano, di cui riprende in parte la curvatura nella facciata principale.

### Piazzale della Vittoria e Viale della Libertà a Forlì
Il piazzale della Vittoria è un'ampia area edificata a Forlì, fuori da porta Cotogni, su progetto dell'architetto Cesare Bazzani. Prende la denominazione dal monumento ai caduti della prima guerra mondiale, che domina l'area dal 1932. Dal piazzale si raggiunge la stazione ferroviaria, realizzata nel 1927, tramite il viale allora intitolato a Mussolini; tra gli edifici eretti a ridosso di essi vi furono scuole e case economiche.

### Altri edifici di rilievo

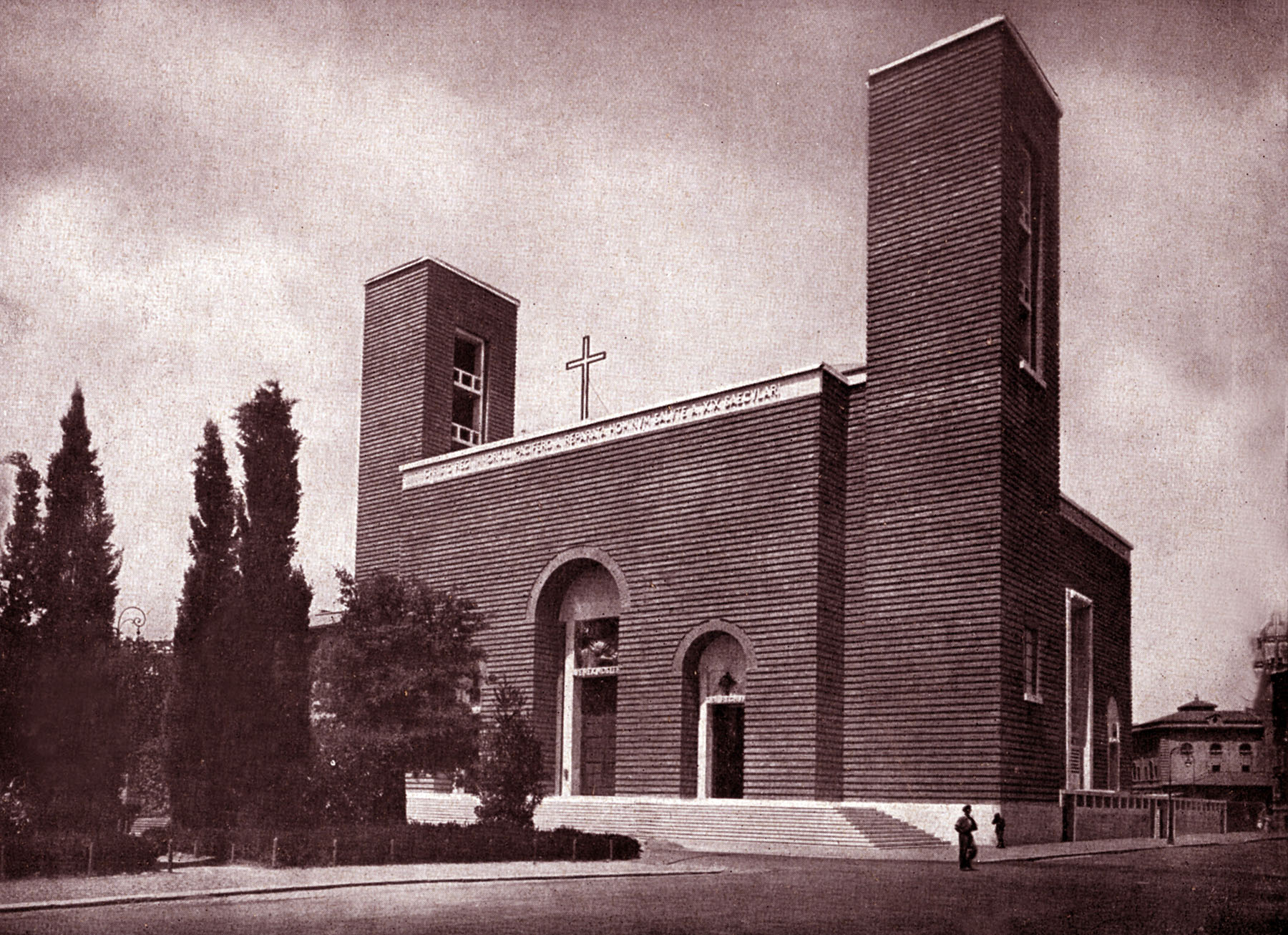
Basilica del Sacro Cuore di Cristo Re Marcello Piacentini Roma (1920-34)
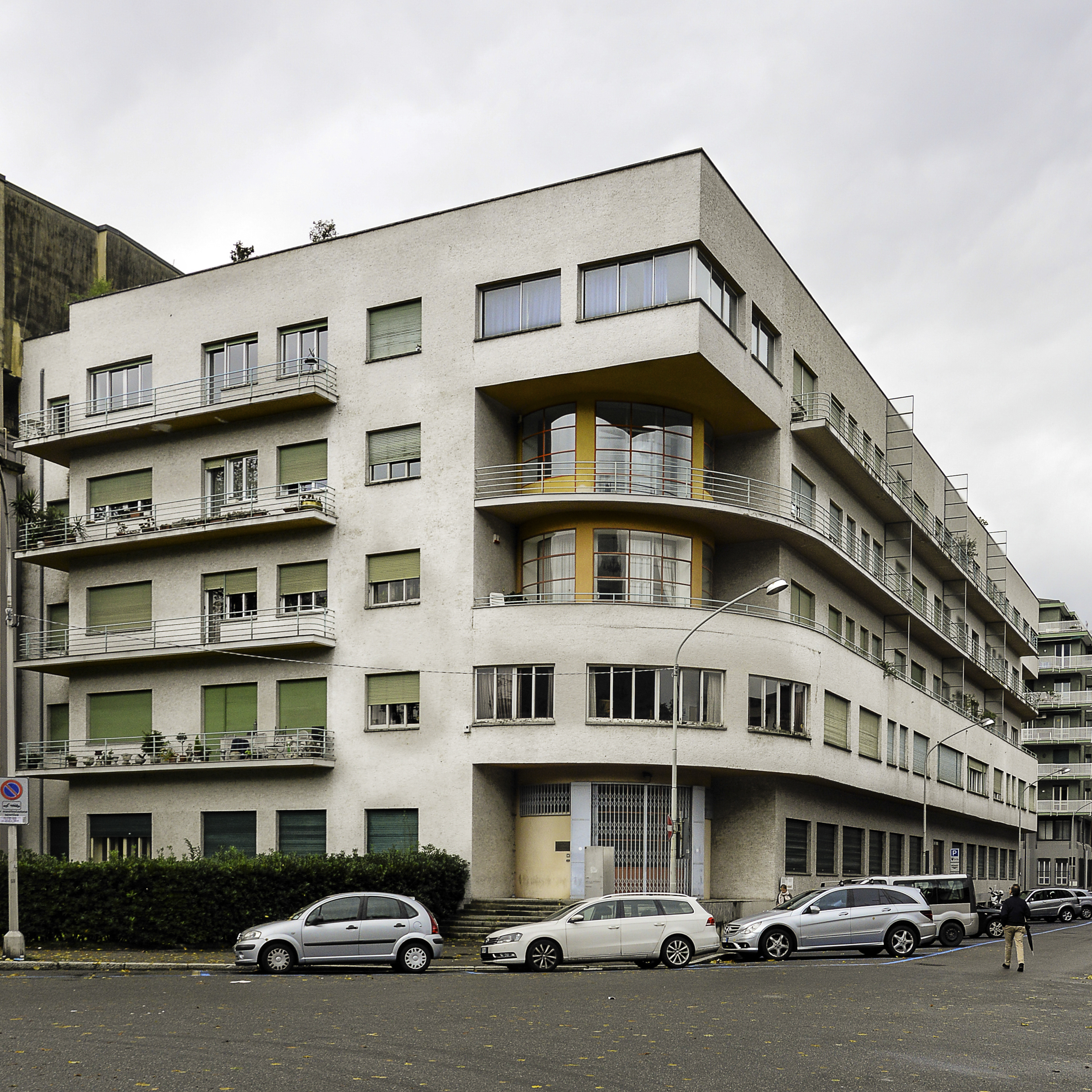
Giuseppe Terragni Novocomum Como, 1927-29
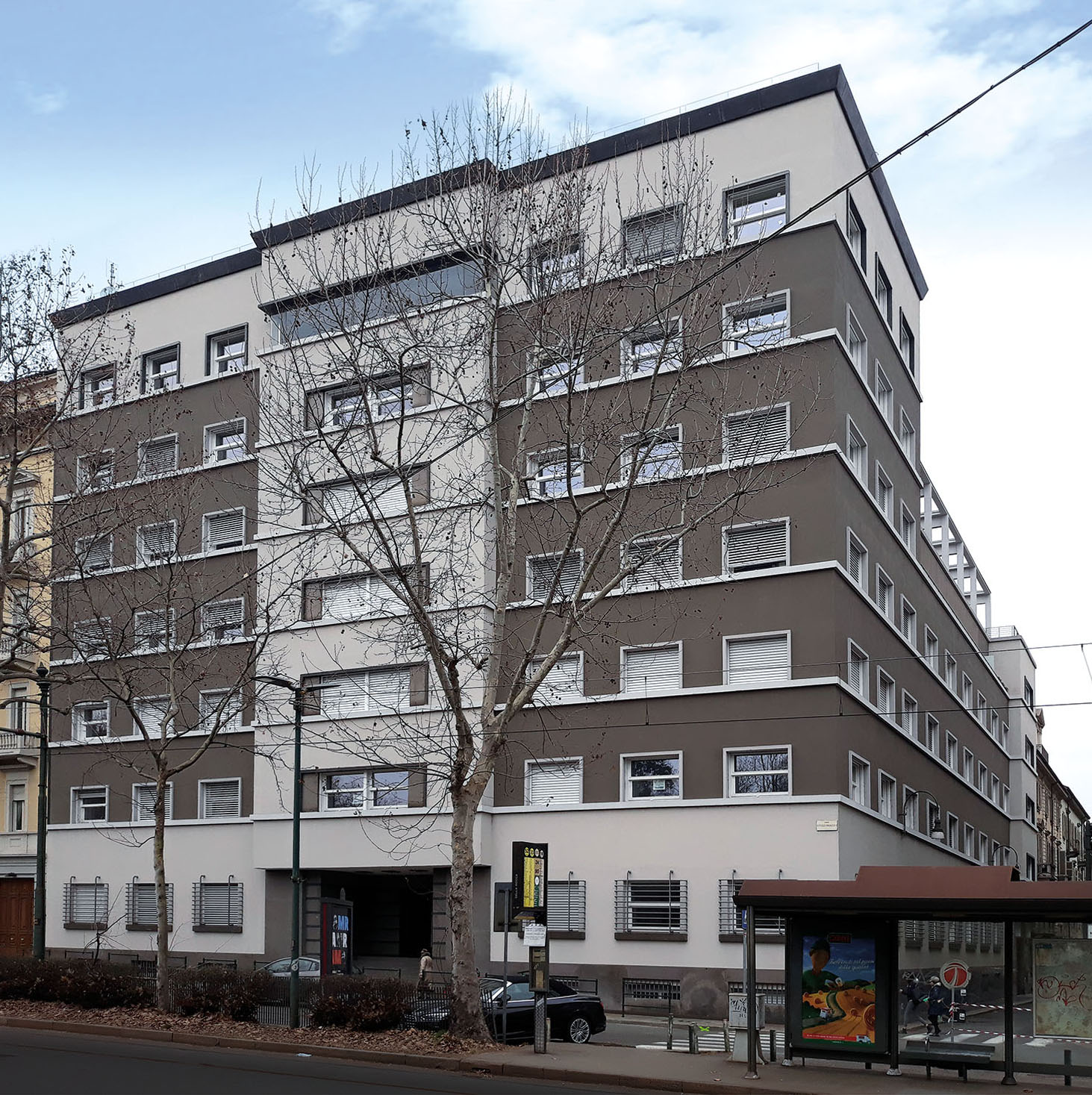
Palazzo Gualino Giuseppe Pagano e Gino Levi-Montalcini Torino (1928-30)
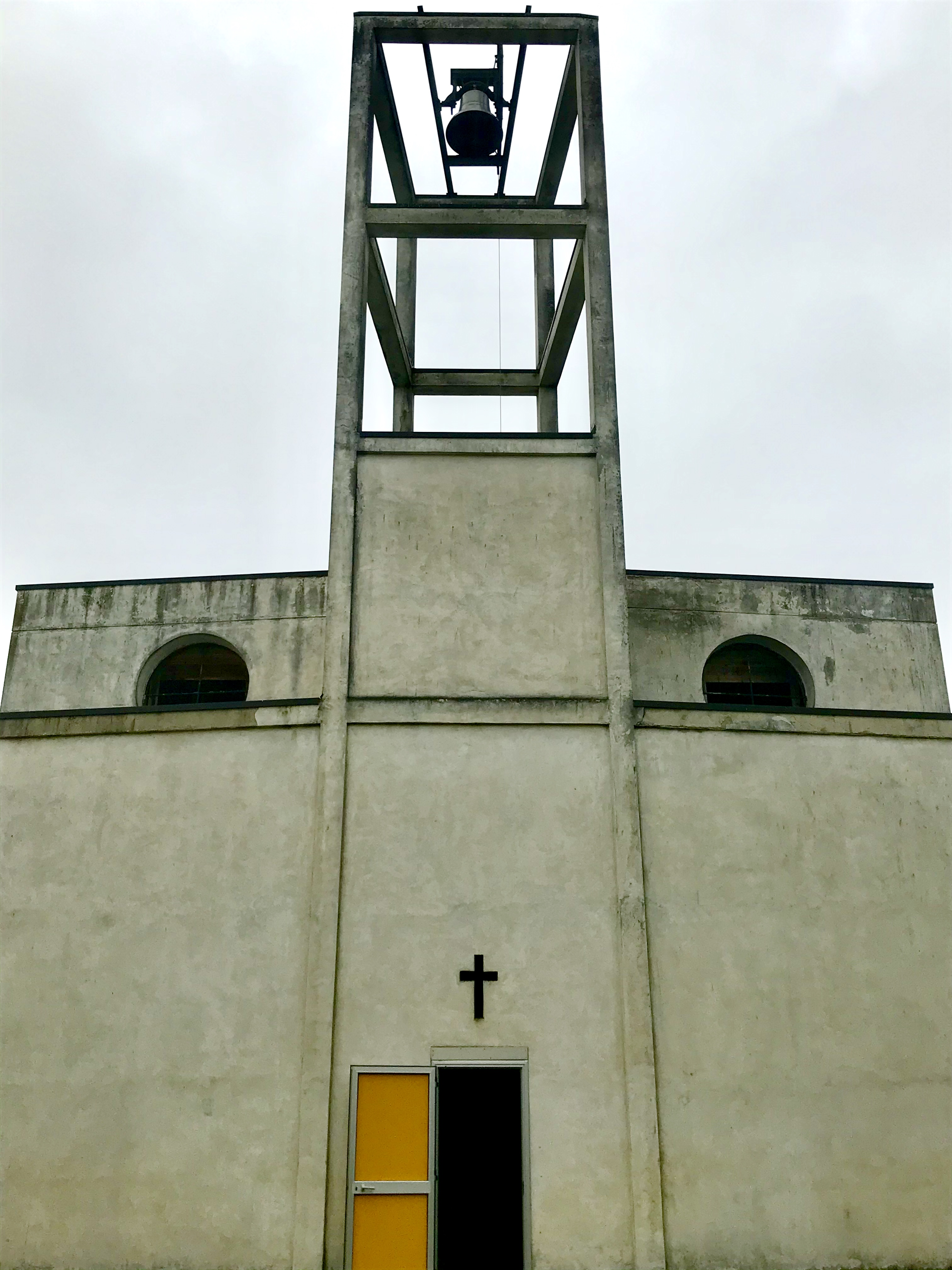
Chiesa all'interno del Presidio Teresio Borsalino Alessandria (1929)
Palazzi Federici Mario De Renzi Roma (1931-1937)
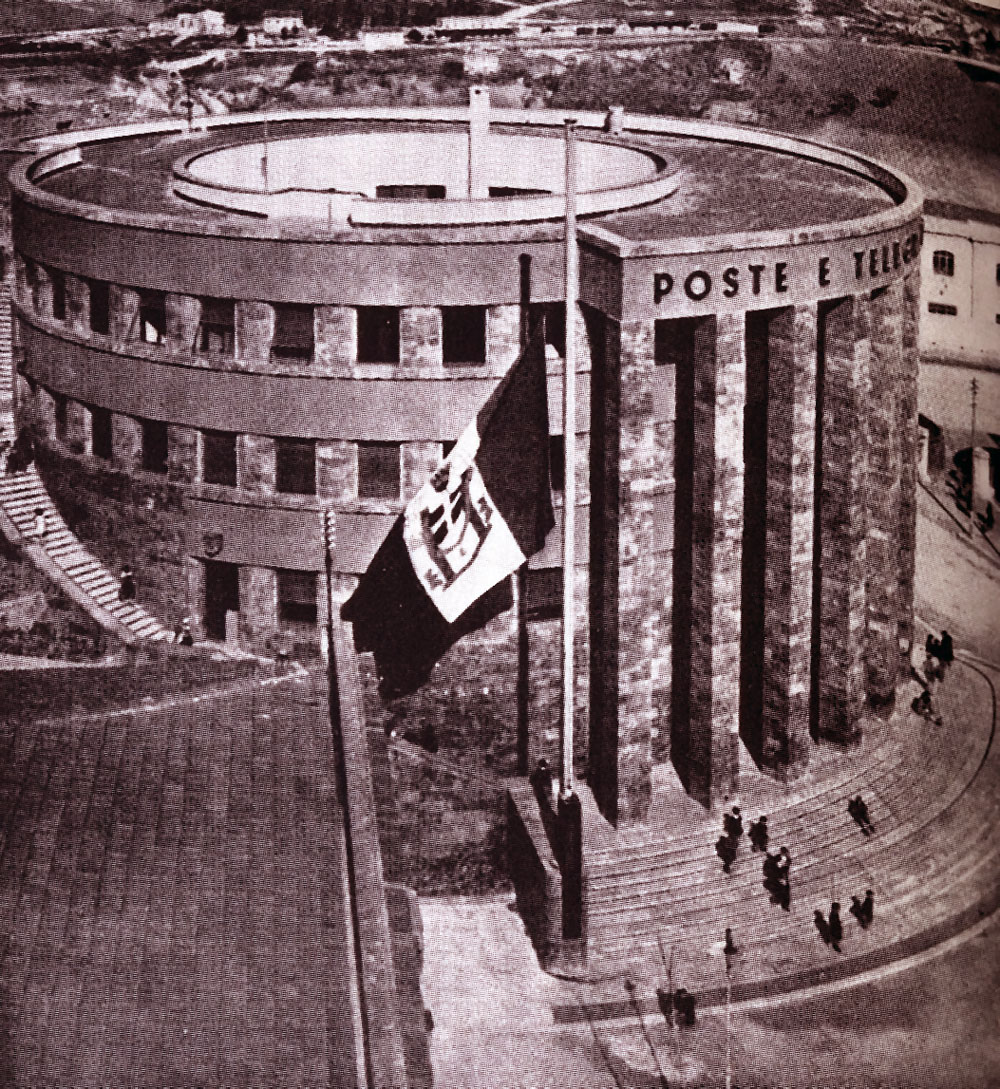
Palazzo delle Poste Angiolo Mazzoni Agrigento (1932-36)
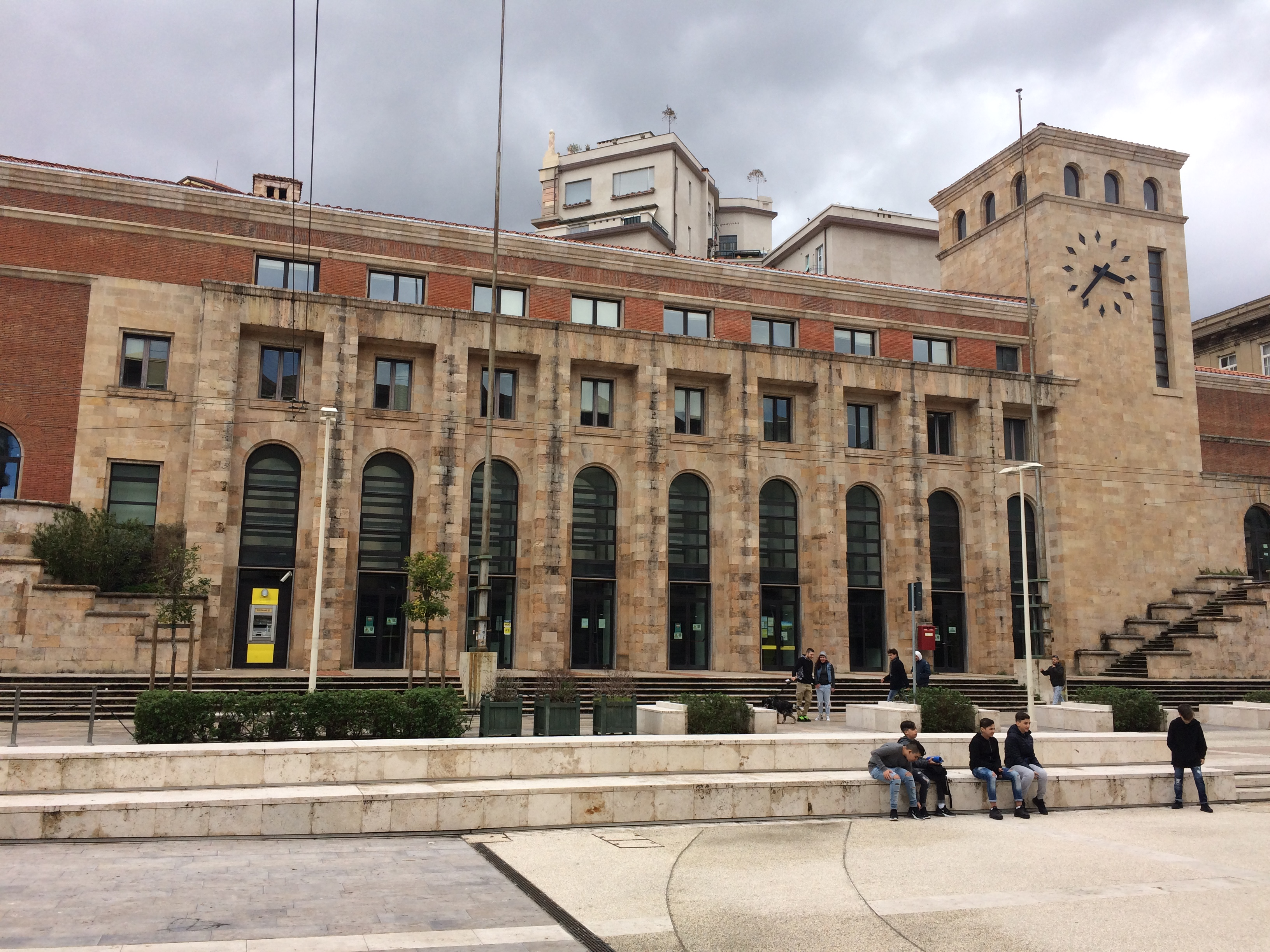
Palazzo delle Poste Angiolo Mazzoni La Spezia (1933)
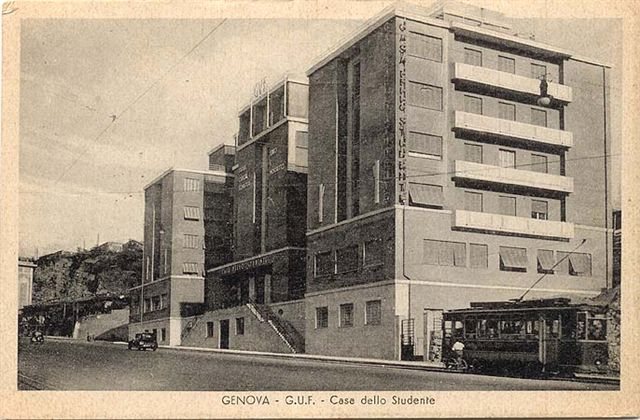
Casa dello Studente Mario Angelini e Mario Braccialini Genova (1933-35)
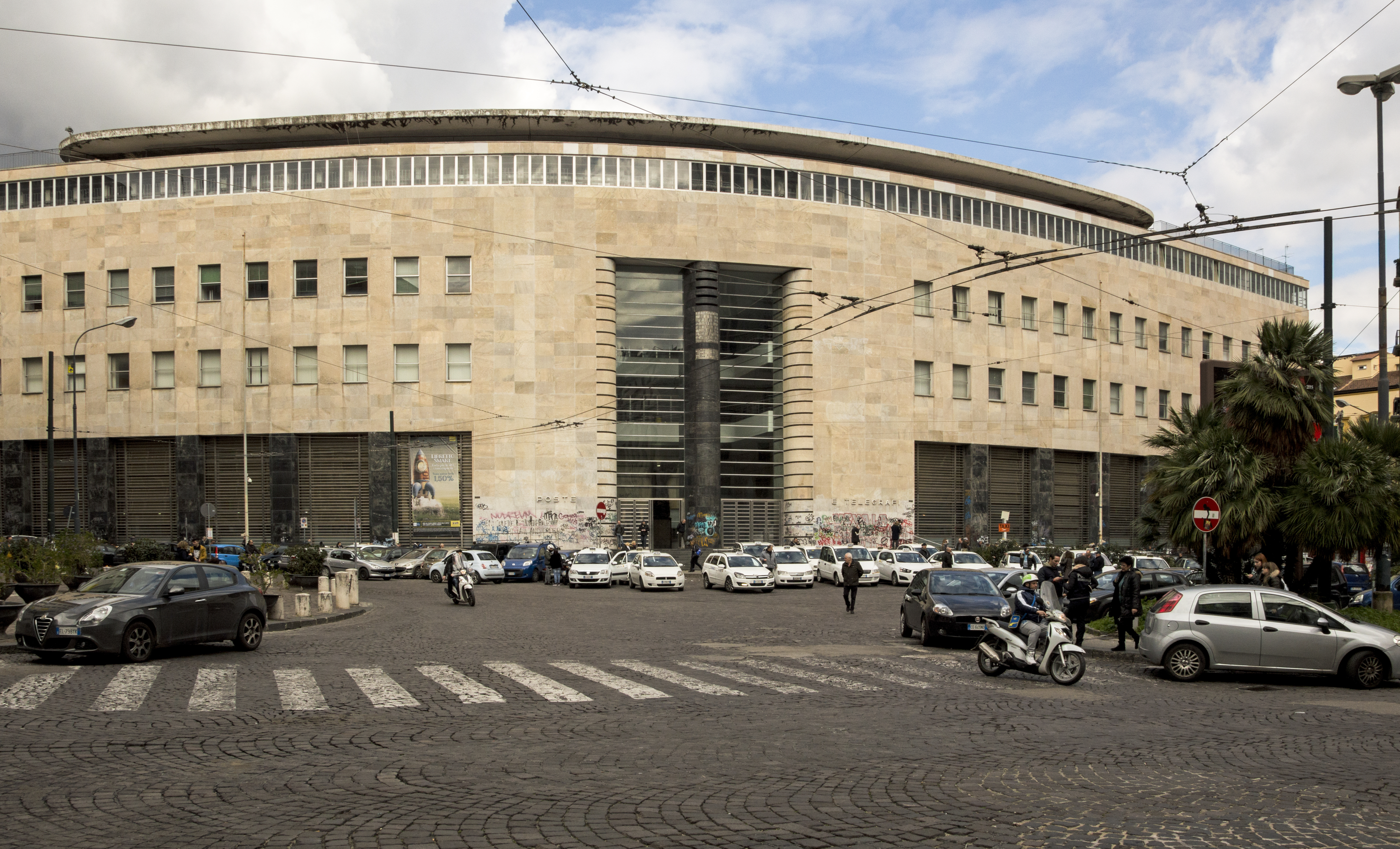
Palazzo delle Poste Giuseppe Vaccaro e Gino Franzi Napoli (1933-1936)
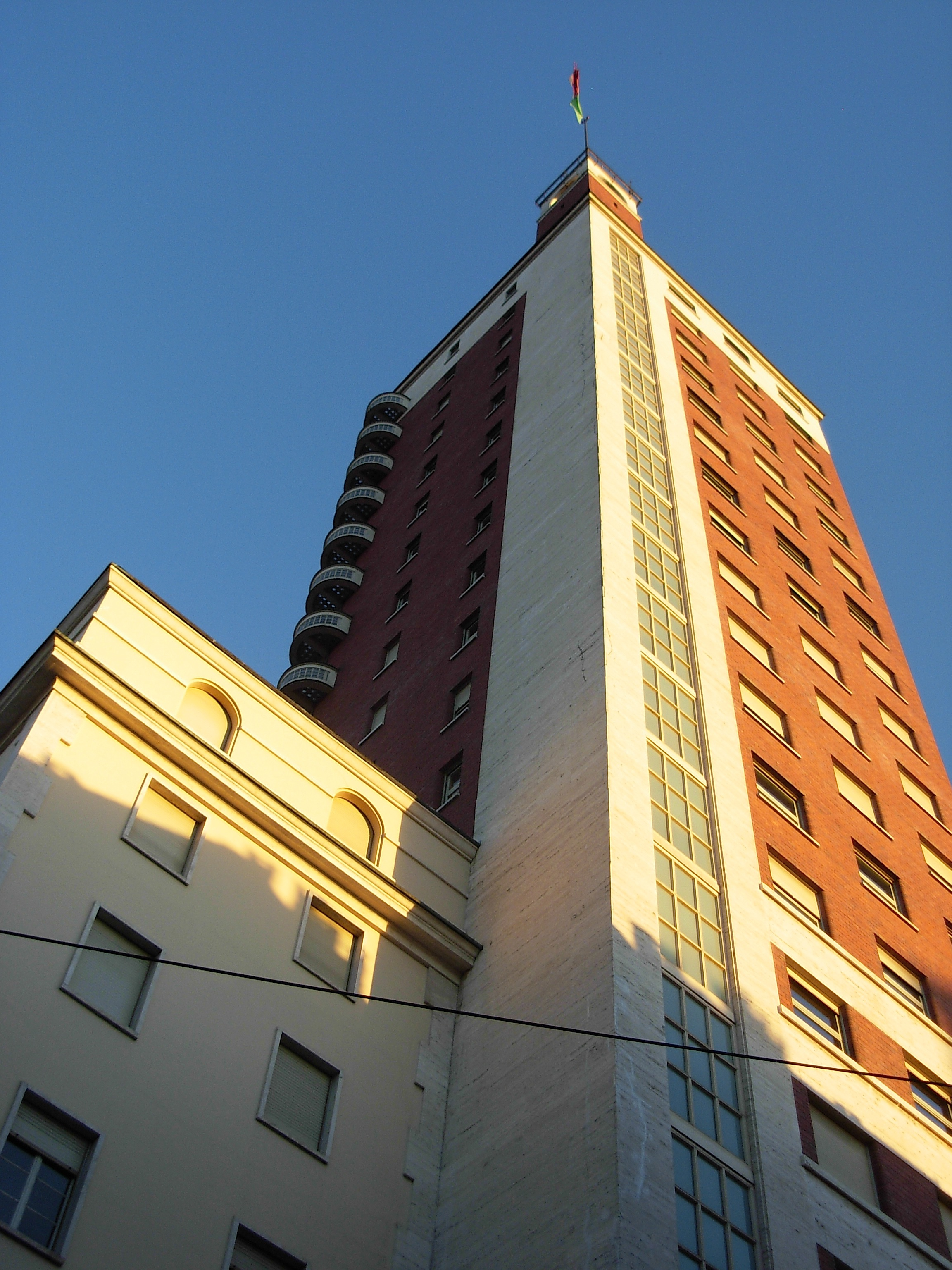
Torre Littoria Torino (1933-34)
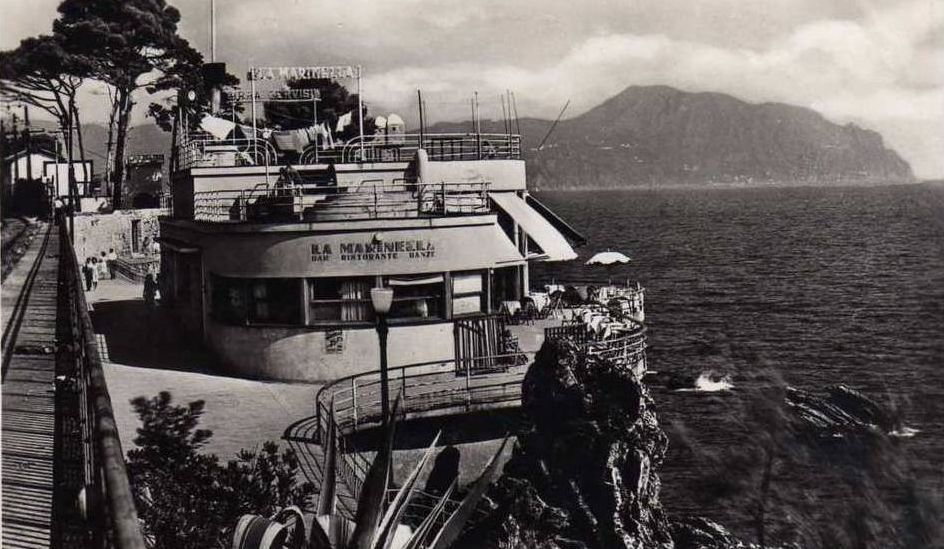
Hotel Marinella Giacomo Carlo Nicoli Genova (1934)
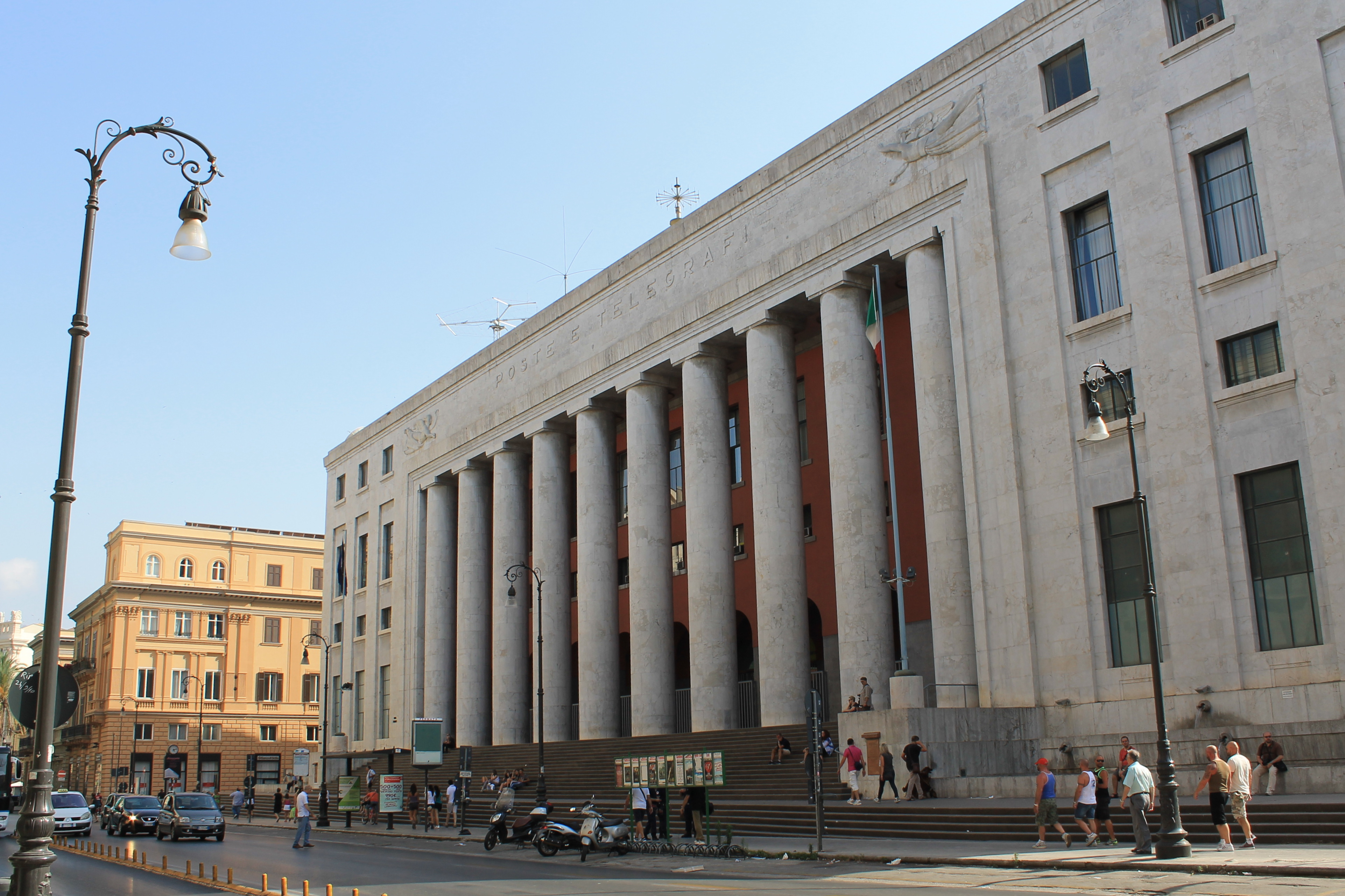
Palazzo delle Poste Angiolo Mazzoni Palermo (1934)
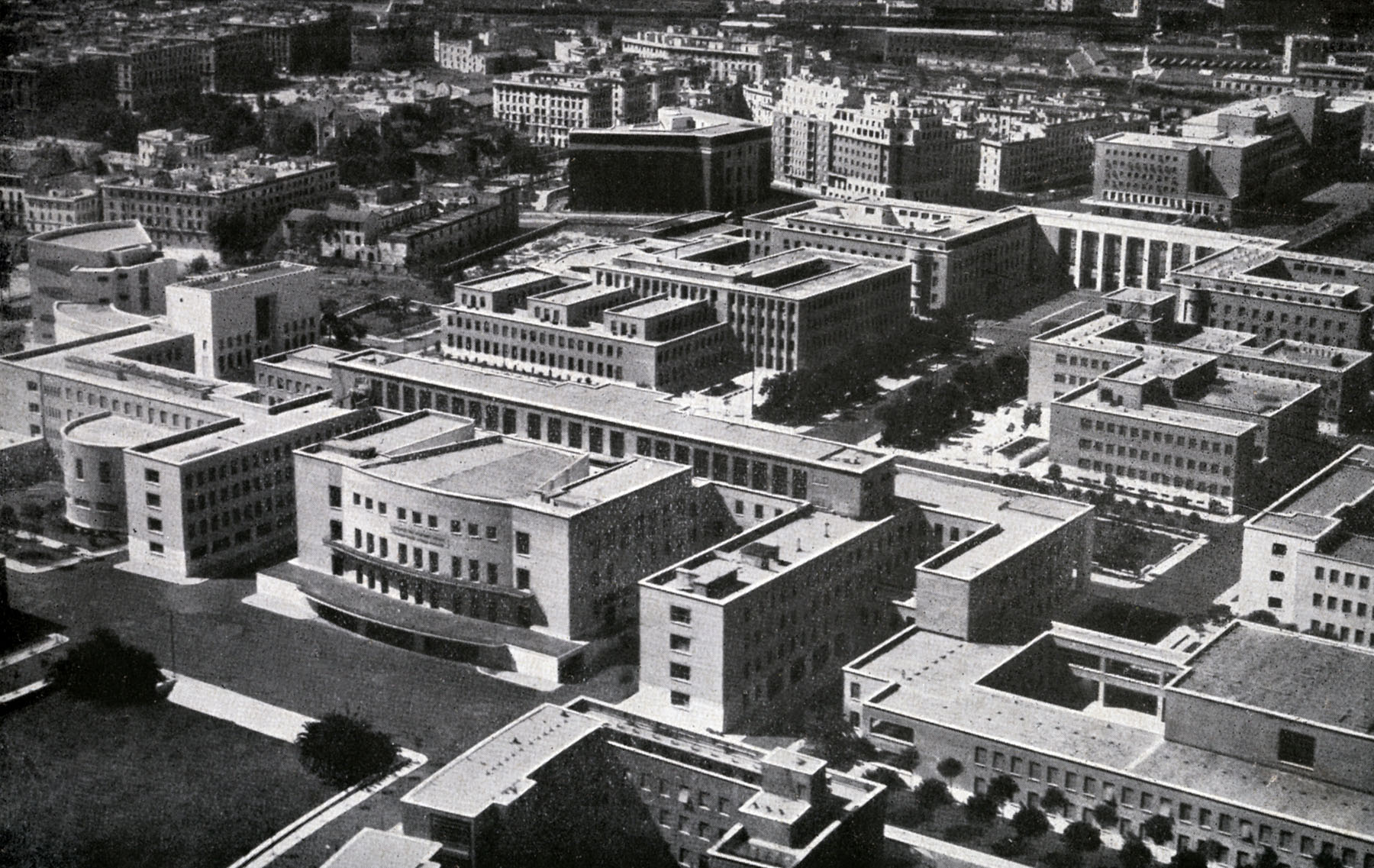
Università degli Studi di Roma "La Sapienza" Marcello Piacentini Roma (1935)
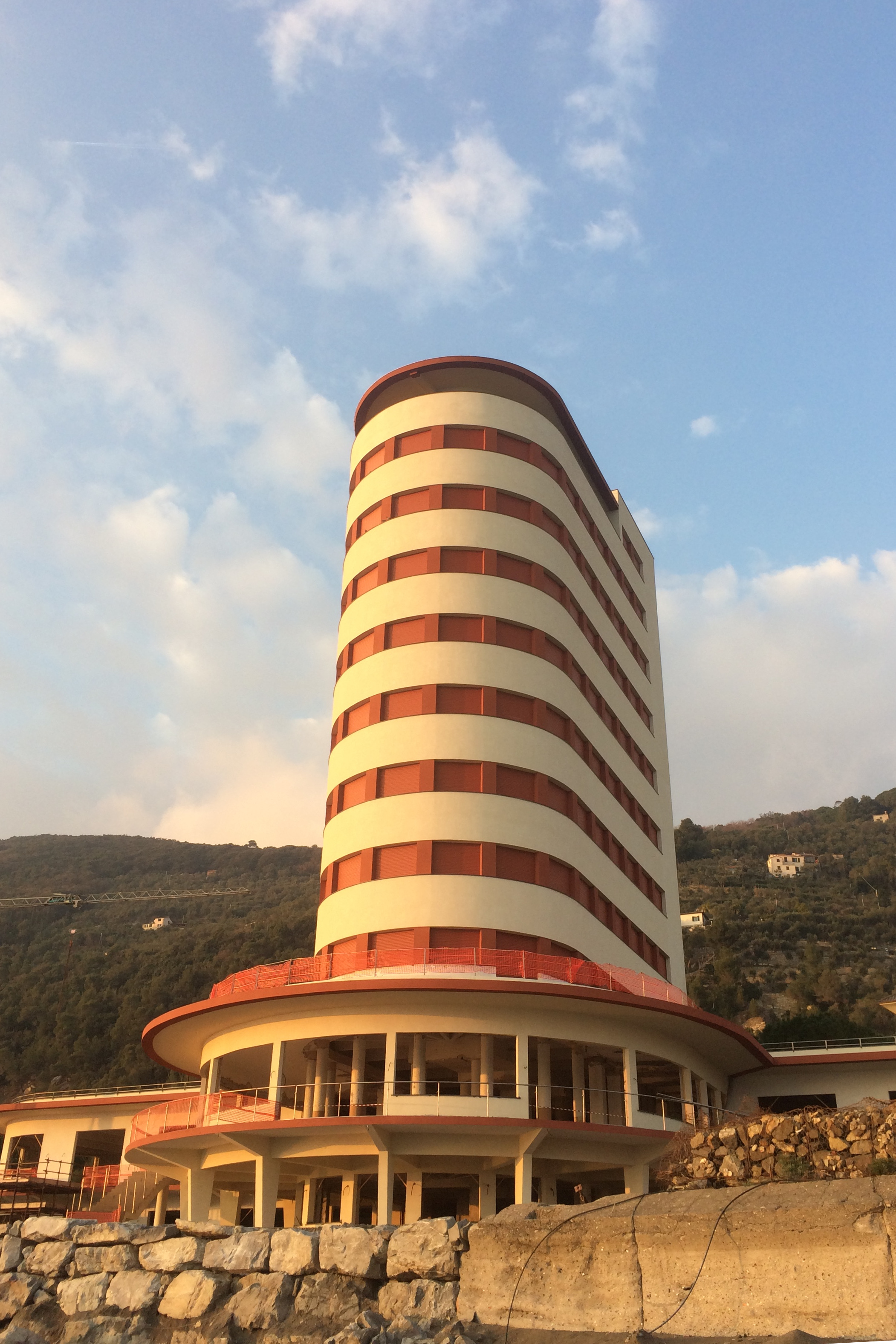
Colonia Fara Camillo Nardi Greco e Lorenzo Castello Chiavari (1935-36)
Stazione di Redipuglia Roberto Narducci (1936)
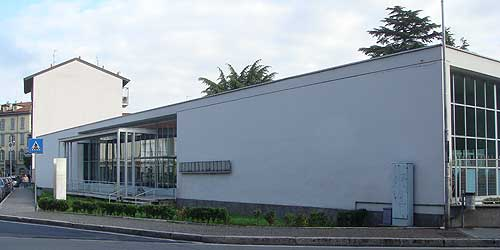
Asilo Sant'Elia Giuseppe Terragni Como (1936-37)
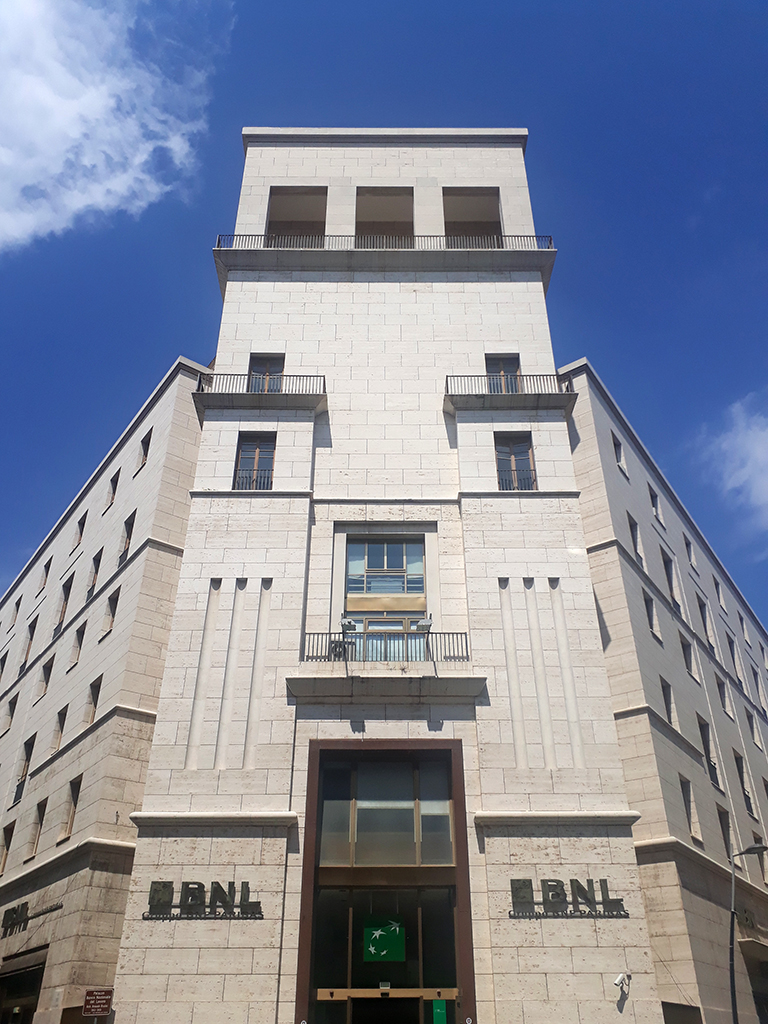
Palazzo della Banca Nazionale del Lavoro Armando Brasini Napoli (1938)
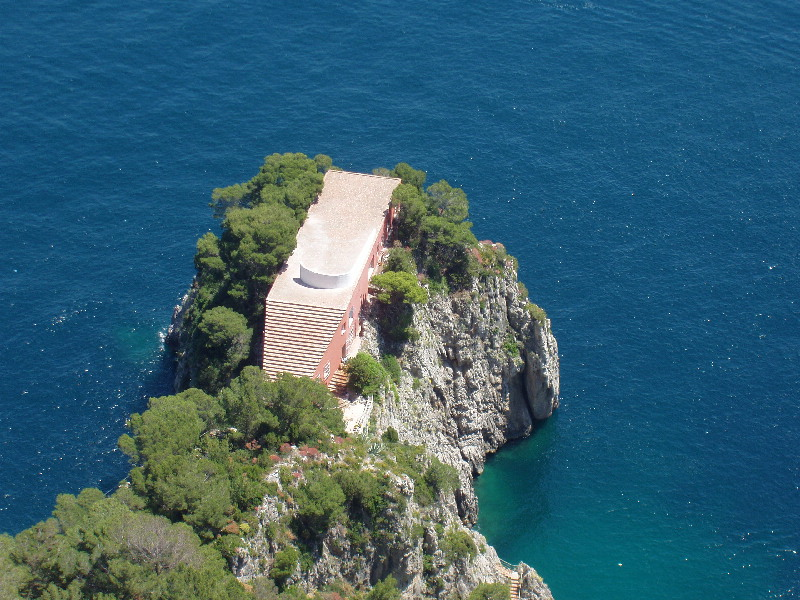
Villa Malaparte Adalberto Libera Capri (1938-40)
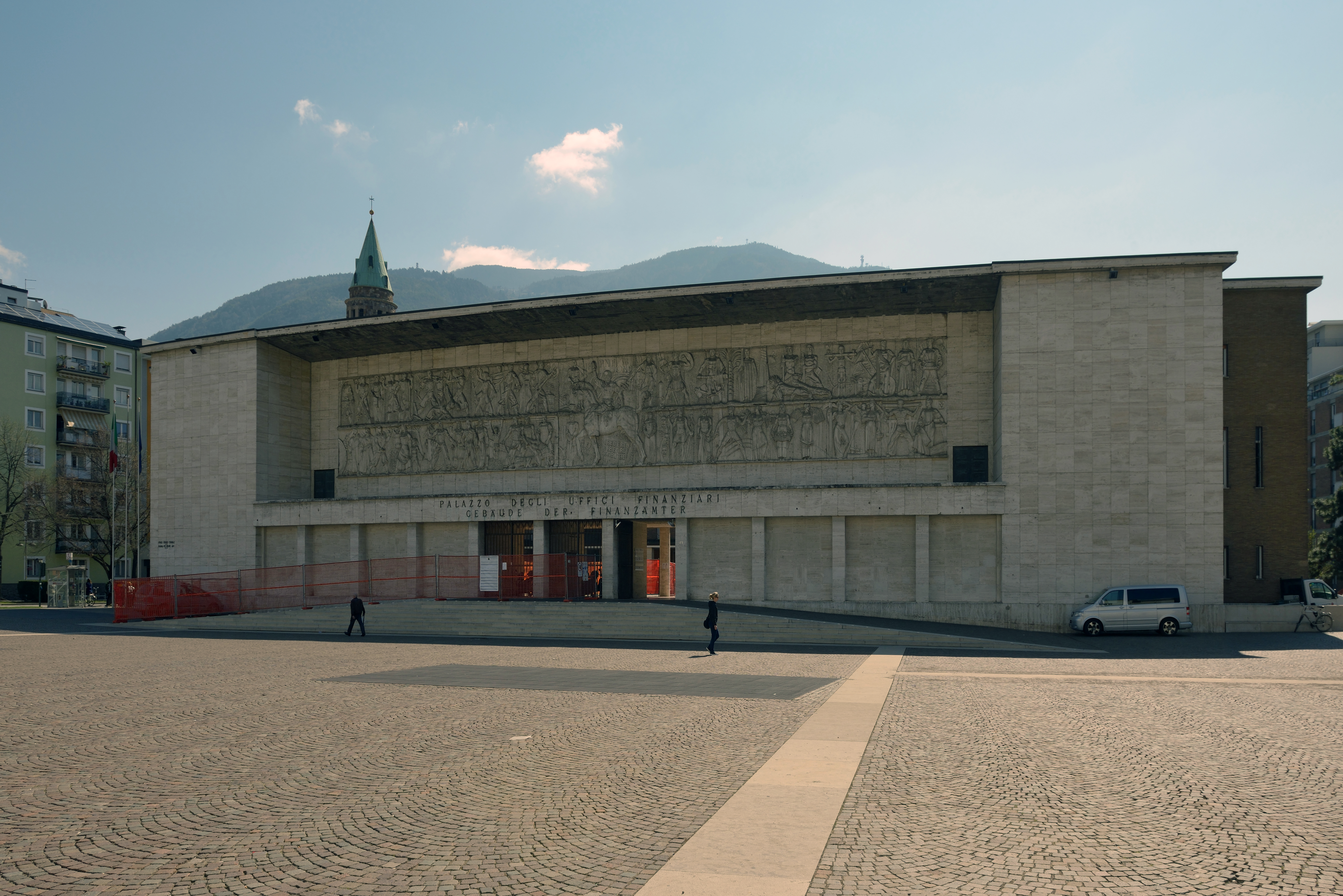
Casa del fascio Paolo Rossi de Paoli e Michele Busiri Vici Bolzano (1939-42)
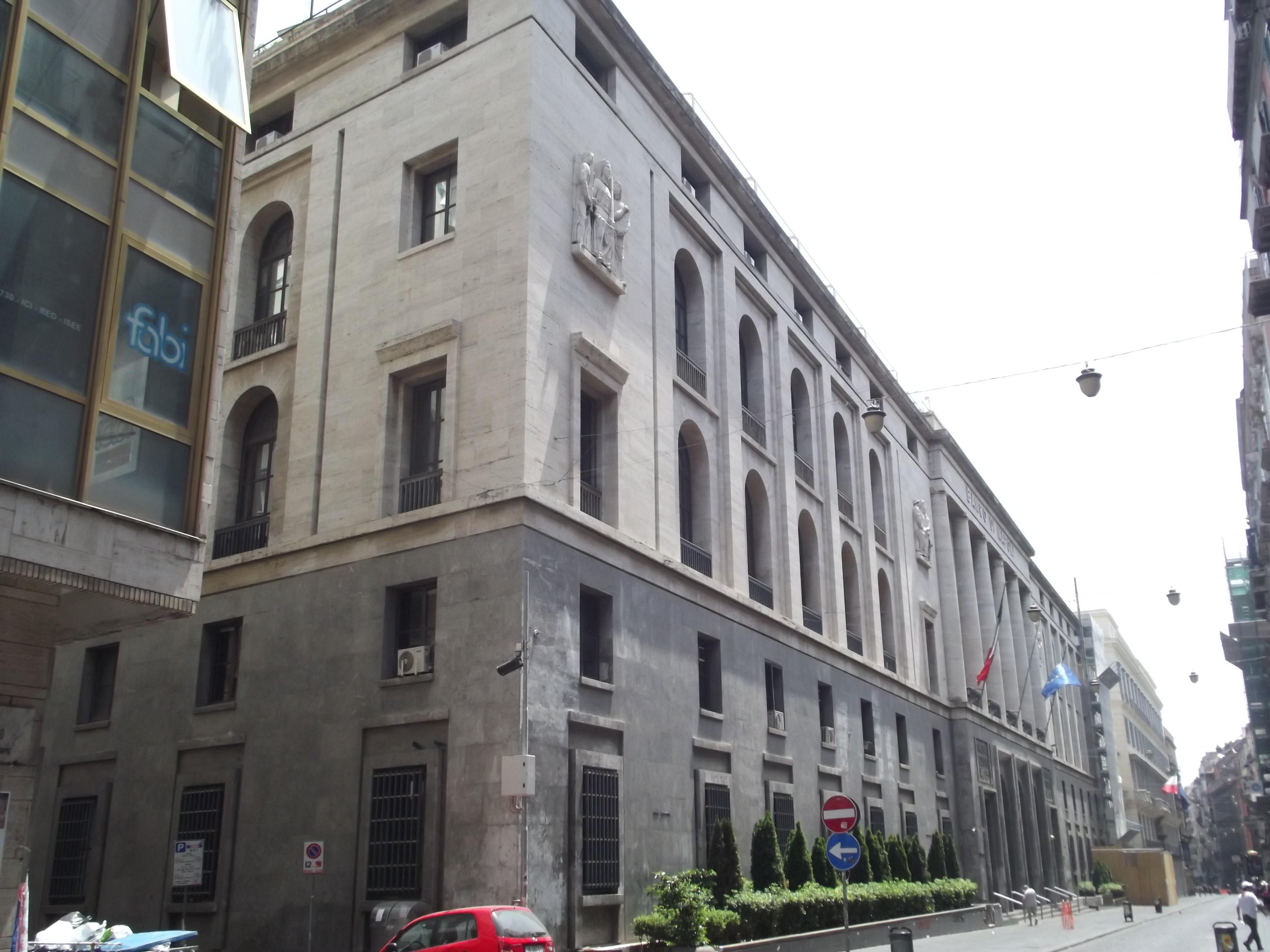
Palazzo del Banco di Napoli Marcello Piacentini Napoli (1939-40)
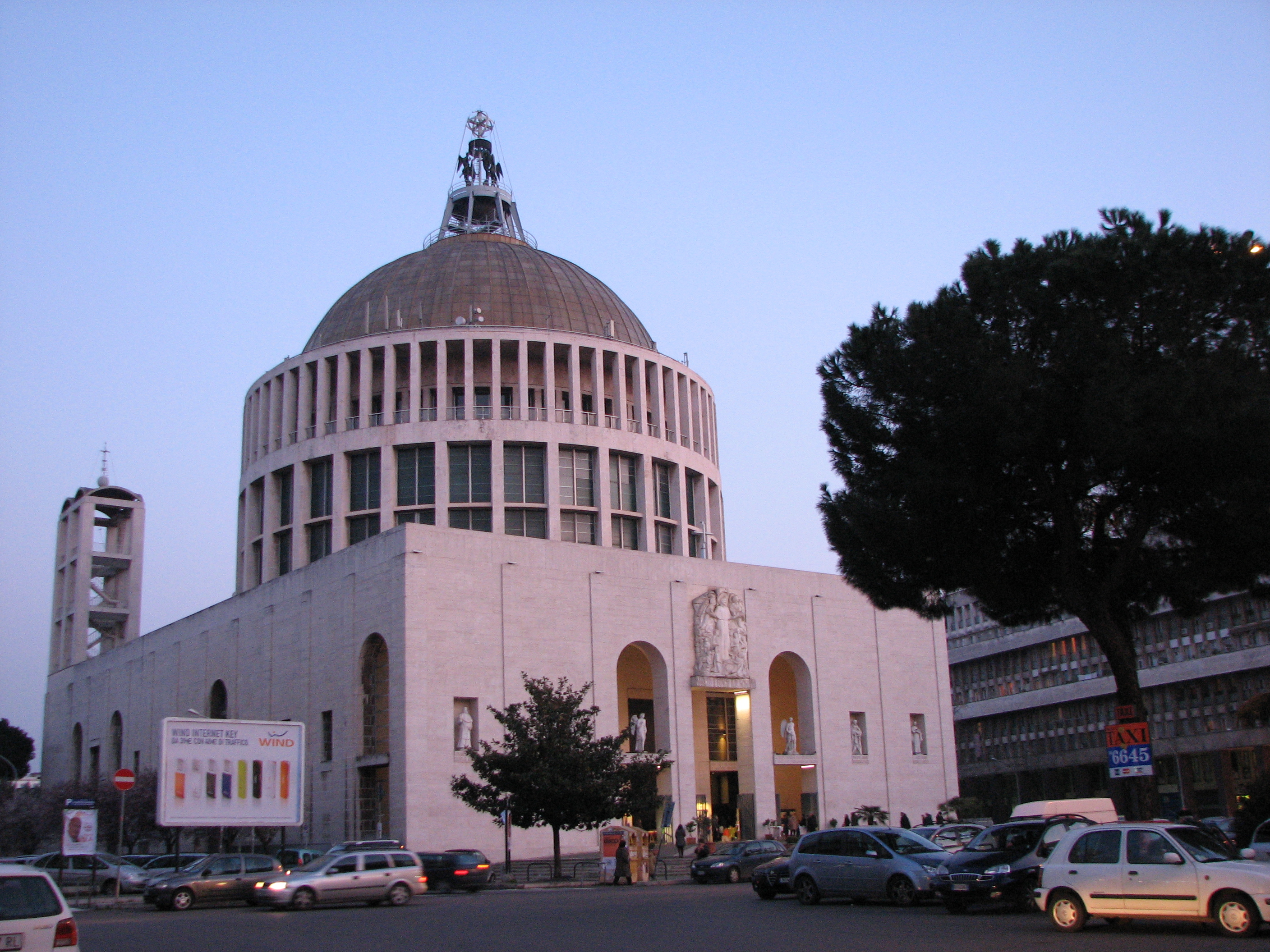
Basilica di San Giovanni Bosco Gaetano Rapisardi Roma (1952-64)
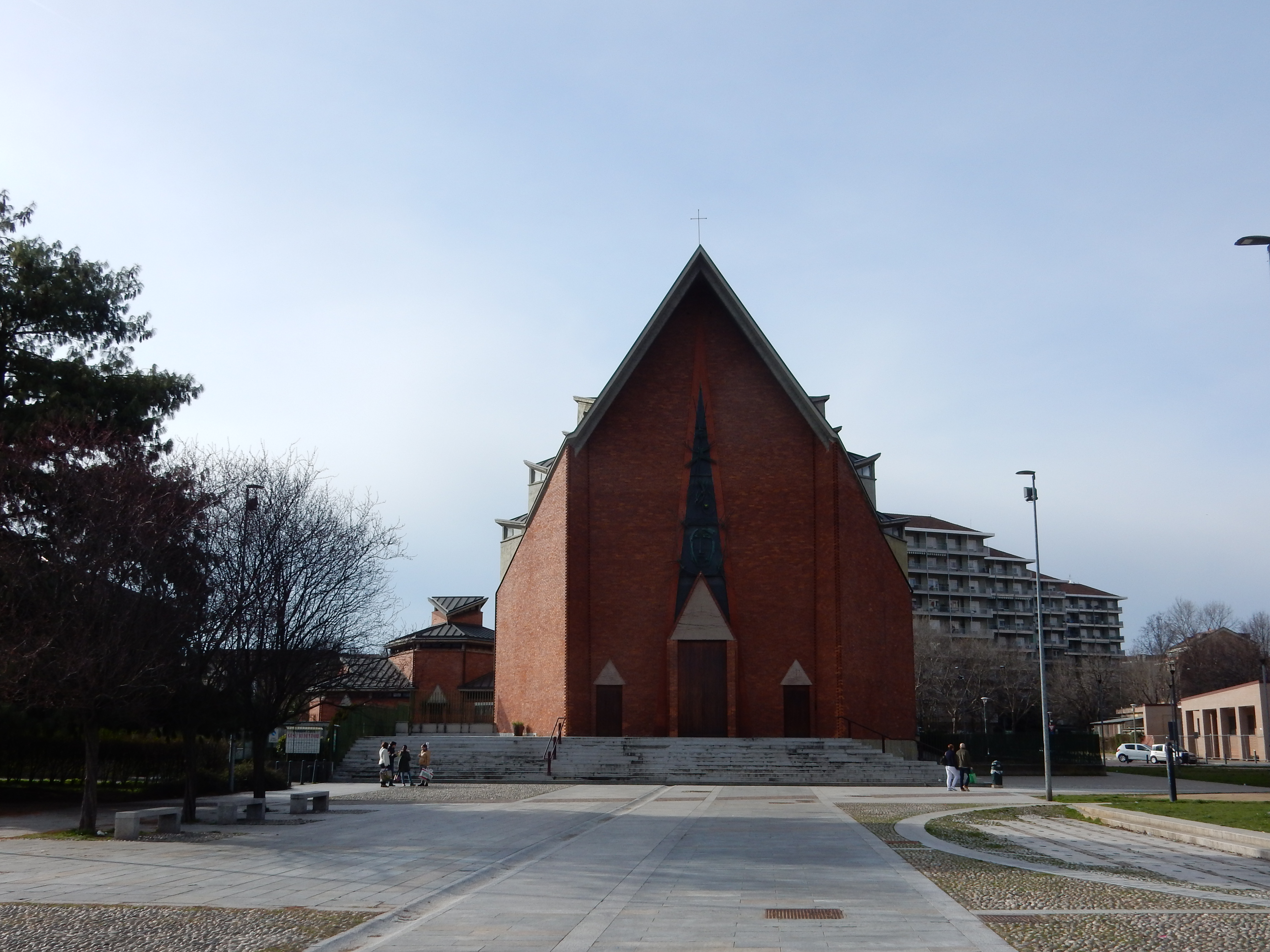
Chiesa del Gesù Redentore Nicola Mosso Torino (1955-1957)
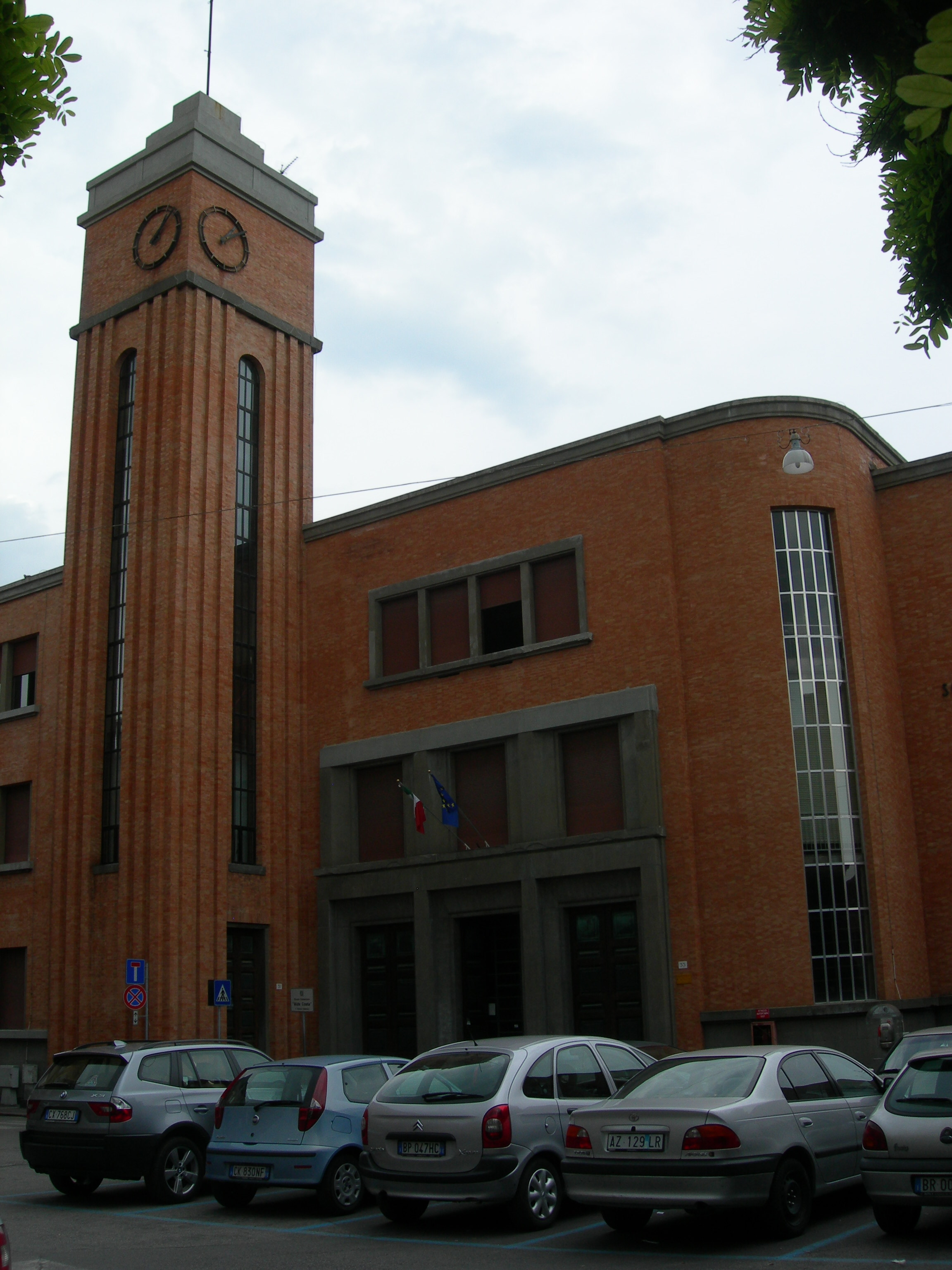
Scuola elementare Alda Costa Carlo Savonuzzi Ferrara (1932-1933)
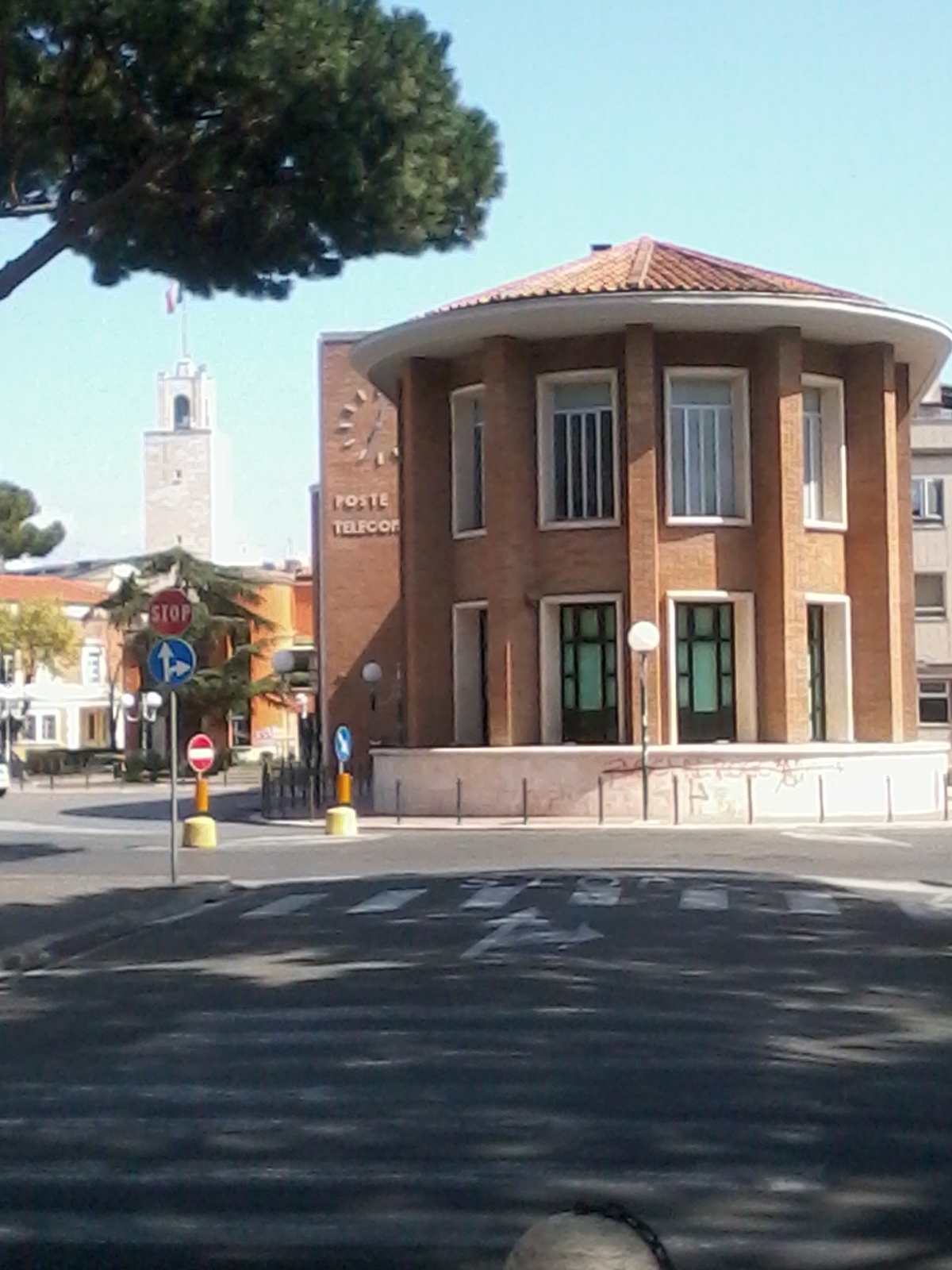
Palazzo delle Poste (Latina) Angiolo Mazzoni Latina (1932)
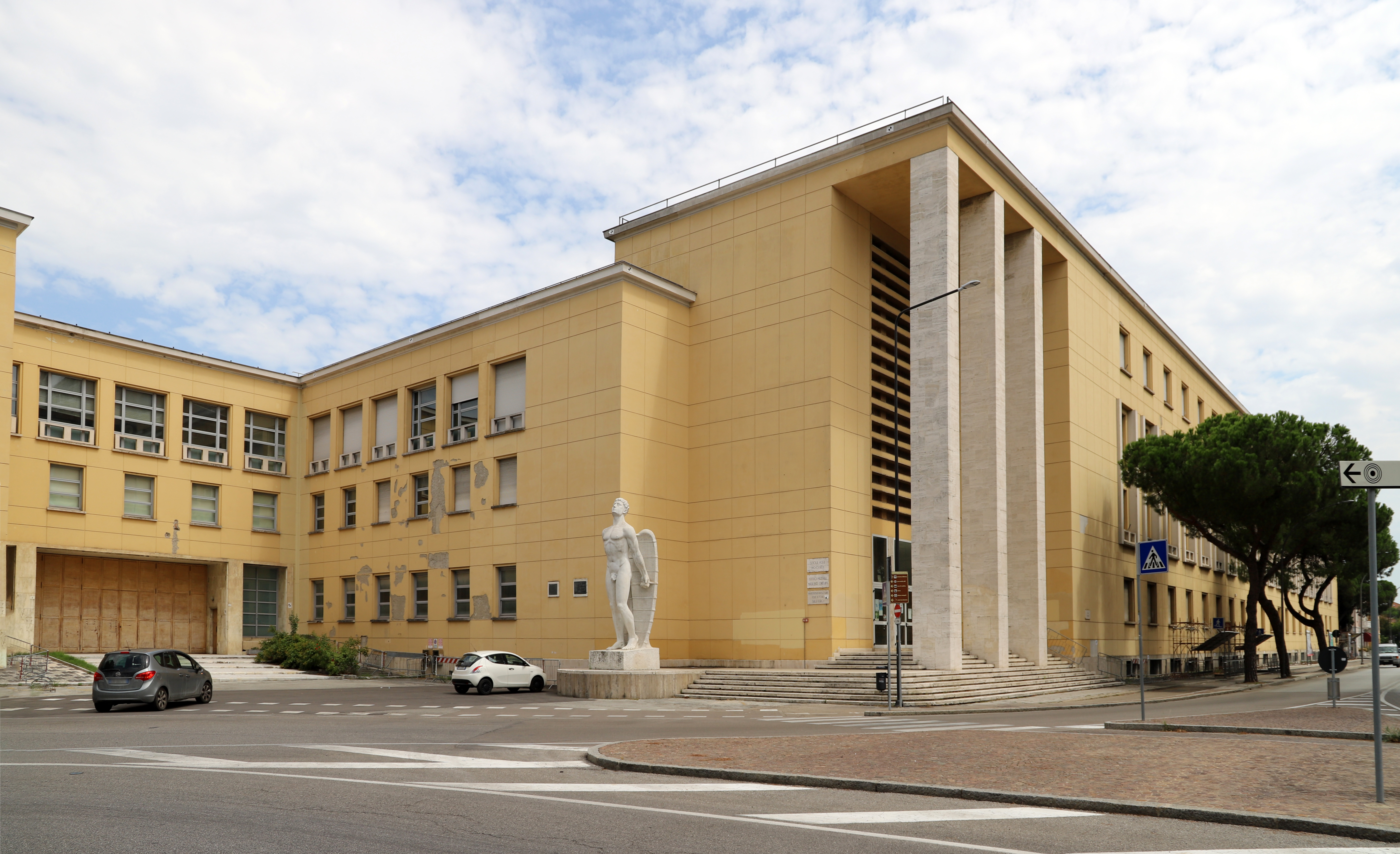
Palazzo dell'ex collegio aeronautico Cesare Valle Forlì (1937)
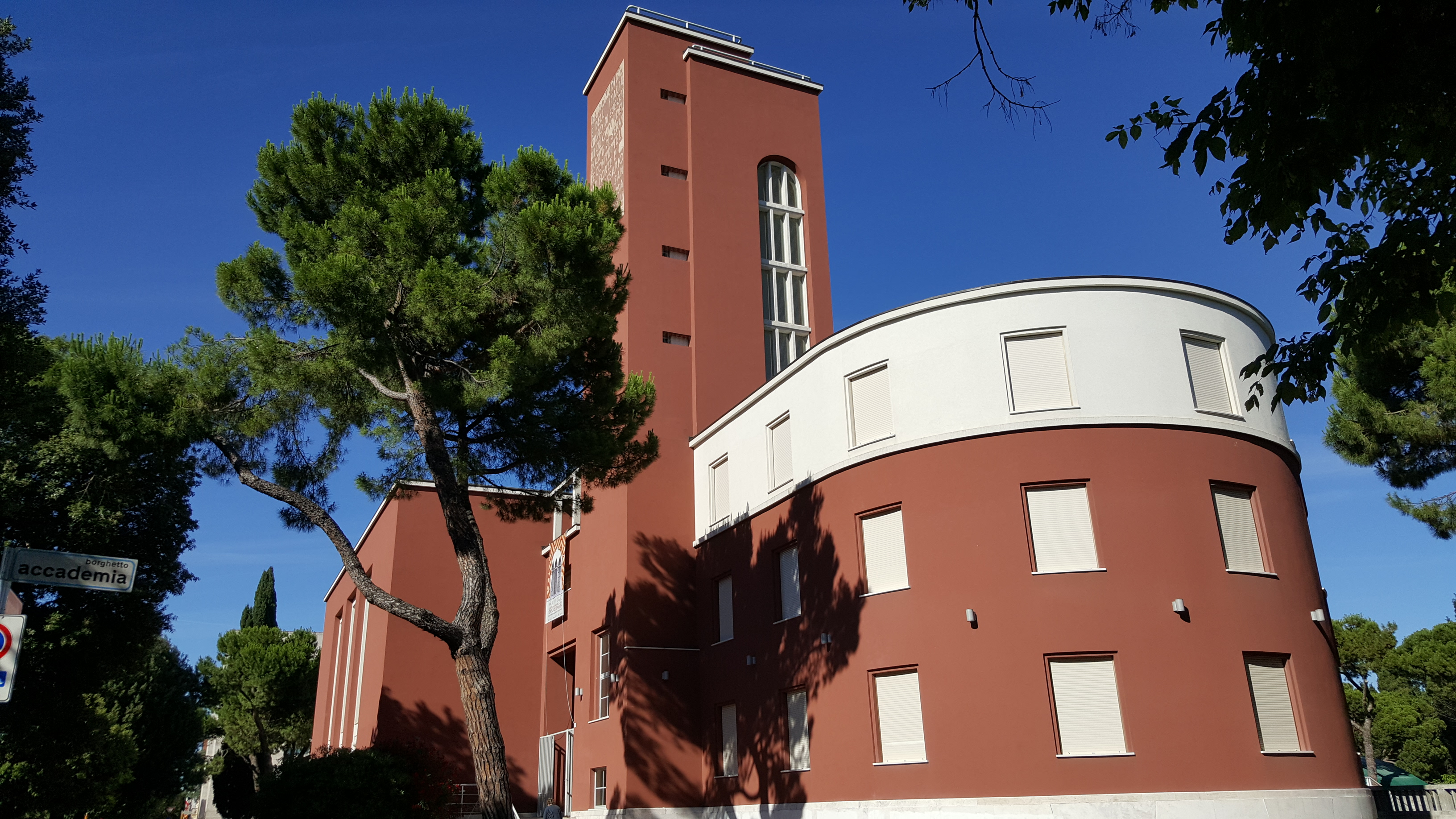
Ex Casa del Balilla (ex GIL) Cesare Valle Forlì (1935)
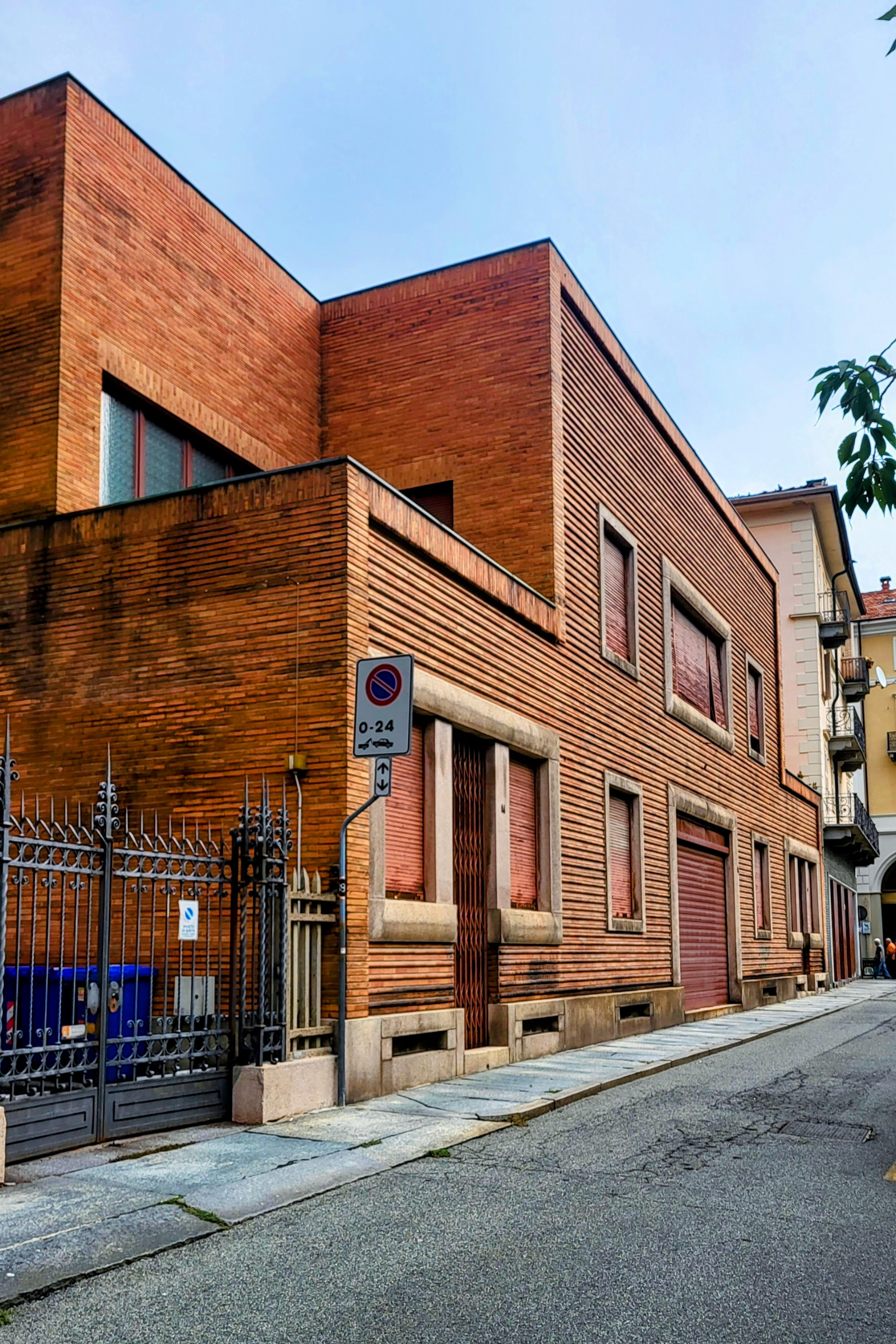
Palazzotto Ripa Nicola Mosso Biella (1935)